# 2008年中国奶制品污染事件

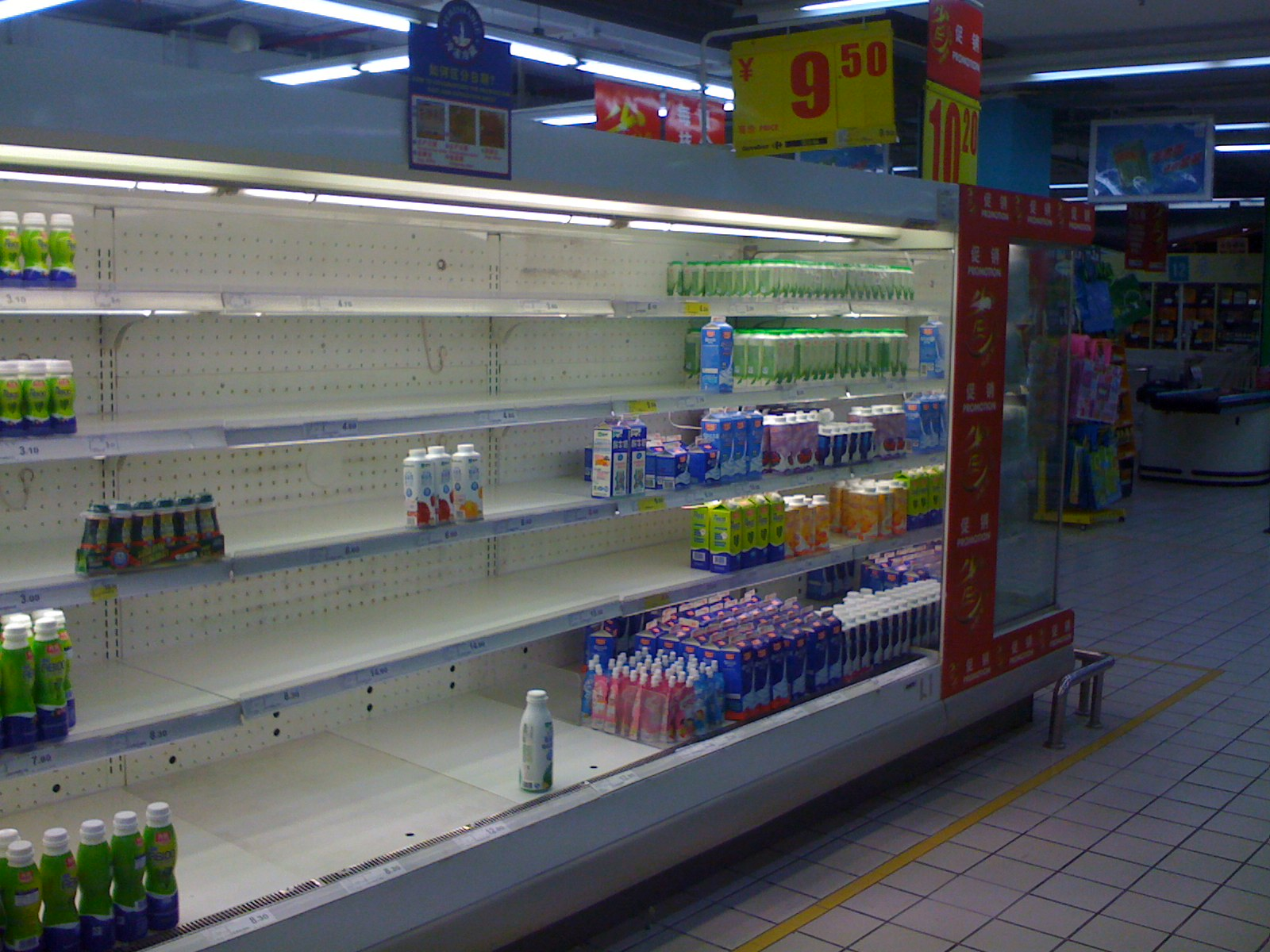
毒奶粉事件发生后，中国超市内的奶制品被紧急下架。

2008年中國毒奶粉事件是发生在中国的一起特大严重食品安全事件。事件起因是很多食用三鹿集团奶粉的婴儿被发现患有肾结石，随后在其奶粉中被发现化工原料三聚氰胺和三聚氰酸。據中国卫生部通报，「截至2009年2月1日，全国累计免费筛查2243万人次，累计报告患儿近29.6万人，其中接受住院治疗约5.3万人，经过精心救治，已痊愈出院5.28万人」。2010年總理温家寶总结：“一个三鹿奶粉，我们付出了很大的代价，...我们普查了受到奶粉影响的儿童达到3000万，国家花了20亿。...教训应该说是很深刻的，不是一个企业，也不是一个地方，是我们整个民族应该汲取的。”
揭發時序如下：2008年2月25日，浙江泰顺县的王远萍以為所购买的三鹿配方奶粉是偽冒商品，向厂家寄貨送檢，索要检验报告单未果。3月开始，三鹿集团陆续接到了患泌尿系统结石病的投诉。3月31日，王远萍向泰顺县工商局申请检验该批次的产品，被草率結案。5月20日，王远萍發現三鹿集团在2008年5月汶川大地震時捐奶粉給災區孩子，遂於天涯社區发帖控訴。5月31日浙江总代理送新奶粉給王远萍，换取控诉帖文的凍結。6月28日，甘肅解放军第一医院首次接到“问题奶粉”患儿病例，7月16日甘肃省疾病预防控制中心派调查组到医院，多名专家重点怀疑三鹿奶粉，但没有直接证据而无法结论。7月，「三鹿优加奶粉」秘密停產。其後三鹿內部檢測發現16個批次之中有15個含毒，董事長田文華8月1日下令掩蓋事故並通報石家庄市政府；8月2日董事局同意公開向消費者召回產品，但席上石家庄副市长赵新朝，市政府秘书长赵文锋等官员否決召回產品，官员建议「拿钱堵嘴」並指示要「等过了奥运会，再请河北省公安厅打击」。8月5日，三鹿下令各省經銷商從銷售鏈（批發商、門市等）召回產品。8月24日，北京奧運結束。8月22日，三鹿集团最大海外股东新西兰恒天然公司向新西蘭駐中國大使館人員當面反映。9月8日，經新西兰总理海倫·克拉克指令，新西蘭官員向中国国务院报告，中國政府開始嚴肅對待。9月13日，国务院新聞辦公室開記者會通報。
國家质检总局在9月16日公布三聚氰胺檢驗报告，显示伊利、蒙牛、光明、圣元及雅士利在內的多個厂家的奶粉都检出三聚氰胺；9月19日检出蒙牛、伊利、光明等品牌的液态奶中含三聚氰胺。事件重創中國製造商品信譽，多国禁止了中国乳製品進口。2011年中國中央電視台《每周質量報告》調查發現，仍有7成中國民眾不敢買國產奶粉。在2020年經濟觀察網就批評現象持續未改善，統計了自2003大眾開始對奶粉安全重視以來，不單是牛奶產品，還有各類國產、進口奶製品的虛標、誤標事件，多年後仍然時有發生。

## 原因背景
2000年代，中国經濟迅速發展，乳製品市場扩张迅速，且消費群體巨大，还可劃分為高、中、低三個消費層次。為了調節大陸市場的供需矛盾，除了從海外的日本、紐西蘭等國進口將近30萬噸乳製品以應付高消费和中消費層次外，中國絕大多數消費群體，包括嬰幼兒，仍然以國內自製產品為主。
三鹿集团順勢推出一袋400克18元人民幣（出廠價14.8元）的婴儿奶粉，以不到進口奶粉價格一半的价格應付庞大的奶業市場，之後三鹿集团成為中國重要且知名嬰幼兒奶粉品牌，多年蟬聯該國自製乳品市場的首位。不過由于需求甚殷，價格競爭等因素存在，公司、政府均漠視对奶粉的生產流程及品質控管，終於因此爆發弊端漏洞。
經相關單位調查後，中國檢察機構認為該污染事件中乳品收购站负主要责任，並嚴懲逮捕相关当事人。不過，也有人質疑，該毒奶粉事件原因是三鹿集團搶奪中國貧窮農村市場，為降低成本偷工減料所衍生應由而來。2007-08年全球糧食價格危機期間，乳牛飼料的原材料玉米大幅涨价，中国國內以散户為主的乳業經營成本亦隨即大幅上升，最終導致惡劣奶農以化学劑三聚氰胺生產黑心牛奶提升蛋白质检测数据，以至于爆發此次風波。

## 事件经过

### 事件爆發前夕
早在2004年的阜阳劣质奶粉事件公布的不合格奶粉企业和伪劣奶粉中，三鹿奶粉亦在其中，但随后又证实为疾控中心工作人员失误所致，当局把三鹿撤出“黑名单”，多个国家机关联合发文，要求各地允许三鹿奶粉正常销售。
2007年3月美国发生宠物食品污染事件中，美国食品药品监督管理局调查认定加拿大的宠物食品厂家Menu Foods生产的宠物食品因其原料涉嫌污染导致猫狗宠物死亡，并对涉事产品实施了召回措施。涉嫌污染产品使用了2006年末从中国大陆进口的小麦蛋白粉和大米蛋白粉，其中含有三聚氰胺和三聚氰酸。在中毒宠物的肾脏中也发现了含这两种物质的晶体。对此中国国家质检总局调查表明，涉事不合格产品以非法检商品名义报关出口，逃避检验检疫机构的检验和监管。事后各地检验检疫机构对全国173家出口企业抽取的399个样品进行了检测，没有发现其他出口企业生产的类似产品中含有三聚氰胺的情况。质检总局还紧急部署了有关食品的全国质量监督专项抽查。抽查包括奶粉、液态奶、婴幼儿米粉、香肠、面包、馒头、面条及方便面等12类的800批次食品，均未检出三聚氰胺。
然而由于中美之间长期存在的贸易摩擦，美国方面对中国产品提出的质量问题，经常被认为带有“贸易保护主义”色彩。例如《文汇报》发表评论：“不幸的是，在调查尚未最后完成的时候，中国便成了替罪羊。一些不怀好意的美国媒体把矛头指向中国，大肆炒作中国向美国出口有污染的食品”。国家质量监督检验检疫总局局长李长江也在会议发言中表示此为国外媒体蓄意炒作，制造中国商品威胁论。
2007年9月2日，河北省产品质量监督检验院对蛋白质、亚硝酸盐、抗生素残留等营养指标、理化指标及安全指标等进行检测，结果全都合格。該檢驗結果並由中国中央电视台新闻频道的《每周质量报告》節目專訪播出。然而三聚氰胺最终进入奶粉的实际主要原因，是兑水稀释后的奶源在加入三聚氰胺后，能够通过蛋白质含量的检测。
不過据新浪从有关方面获得的“三鹿内部邮件”显示：“2008年3月以来，三鹿集团先后接到消费者反映：婴幼儿食用三鹿婴幼儿奶粉後，出现尿液变色或尿液中有颗粒现象”。后在法院审判中，公司管理人员证实公司最早接收投诉是在2007年底。

### 揭發受三鹿阻撓
2008年2月25日，浙江泰顺县人王远萍（男，40歲）因為女兒喝了奶粉不適，以為買了偽冒商品，向三鹿集团寄出生產批次「2007/12/19 D 01 08」送檢，過了幾天廠家在電話確認為真貨，自稱品質沒問題。3月31日，王远萍向泰顺县工商局申请向这一批次奶粉取样检验，工商局以「反映的那个批次的奶粉，在超市的货架上已经没有了」回覆結案。

### 5月：汶川地震期間
2008年5月汶川大地震時三鹿集团捐了值900万元的奶粉給災區孩子，5月20-21日王远萍在天涯社區以《这种奶粉能用来救灾吗？！》發帖控訴。5月31日，三鹿集團浙江总代理以價值2476.8元的四箱新奶粉為代價，取得王远萍的賬戶密碼以請求刪帖。

### 6月-7月：官方不理投訴
南方日报收到网友反应，6月30日湖南父親瞿某在国家质量监督检验检疫总局食品生产监管司的留言系统反映「6月初，在湖南省儿童医院[...]共有5名婴儿同样的病，更巧是同样一直食用一种奶粉。[...]6月8日投诉该奶粉公司」。
7月，江蘇徐州儿童医院小儿泌尿外科医生冯东川在国家質檢总局食品生产监管司的留言系统裡反映今年嬰兒双肾结石导致肾衰的病例出奇地增多，且大多飲用三鹿奶粉，并表示希望政府部門能组织流行病学专家协助明确原因，不過也是沒有得到明確答復。

### 7月起：甘肅醫院與報章聯手揭發
2008年6月28日，中国人民解放军第一医院（在甘肅）泌尿外科主任张伟首次接到“问题奶粉”结石患儿病例，随后不到10天内，泌尿外科又陆续收治3名来自甘肃省内的结石患儿。2008年7月16日，张伟向医院汇报此事，院长贾兴民随后向上级主管部门上报，并向甘肃省内及北京的专家咨询。2008年7月16日当天下午，甘肃省卫生厅便组织甘肃省疾病预防控制中心的专家来医院调查，多名调查组专家重点怀疑三鹿奶粉。但因没有直接证据而无法下结论。随后，中华人民共和国卫生部也派人来医院调查，但一直未出具检验结论。入住该医院的患儿迅速增至十余例，年龄集中在6至11个月。2008年7月30日，蘭州《西部商报》做了个个案报道，称“婴儿肾藏半瓶结石”，当时张伟作为专家点评称，怀疑可能是婴儿奶粉钙含量过高。2008年8月30日，张伟成功抢救了濒临死亡的患儿杨洲奥，此后张伟自行组织医务人员对兰州市4家大超市的三鹿奶粉开展调查。
2008年9月初，张伟在一些医学专业论坛上已见到许多三鹿患儿的帖子。张伟当时询问了北京、上海的医学专家，许多医生已在怀疑三鹿奶粉，但苦无证据。2008年9月初，张伟致信《南方周末》，信的标题为《想找一名对结石宝宝事件感兴趣的记者》，内容是揭露三鹿奶粉导致婴儿患结石。当时，《南方周末》记者此前已接到类似线索，正在全国多个省份调查三鹿奶粉。此后，张伟又和科室医生商量后，让患儿家属找兰州媒体曝光。于是《兰州晨报》在2008年9月8日发出报道，称中国人民解放军第一医院泌尿科自6月28日以来已收治14名患有相同疾病的不满周岁的婴儿，他们都来自甘肃农村，都长期食用某品牌奶粉，该报道引发外界关注。此后，在9月11日，简光洲在《东方早报》进一步发表《甘肃14婴儿同患肾病，疑因喝“三鹿”奶粉所致》，直接指出该品牌为三鹿。后来中华人民共和国卫生部部长陈竺来该医院视察时说：“张伟是一名具有战略眼光，敢于承担责任的医生。”
至2008年9月11日，甘肃全省共发现59例肾结石患儿，部分患儿已发展为肾功能不全，同时已死亡1人，这些婴儿均食用了三鹿18元左右价位的奶粉。而且人們發現两个月来，中国多省已相继有类似事件发生。中华人民共和国卫生部高度怀疑三鹿牌婴幼儿配方奶粉受到三聚氰胺污染，三聚氰胺是一种化工原料，可以提高蛋白质检测值，人如果长期摄入会导致人体泌尿系统膀胱、肾产生结石，并可诱发膀胱癌。
9月11日上午10点40分，新民网连线三鹿集团传媒部，该部负责人表示，无证据显示这些婴儿是因为吃了三鹿奶粉而致病。据称三鹿集团委托甘肃省质量技术监督局对三鹿奶粉进行了检验，结果显示各项标准符合国家的质量标准。不過事后甘肃省质量技术监督局召开新闻发布会，声明该局从未接受过三鹿集团的委托检验。很快在同一天的晚上，三鹿集团承认经公司自检发现2008年8月6日前出厂的部分批次三鹿婴幼儿奶粉曾受到三聚氰胺的污染，市场上大约有700吨，同时发布产品召回声明，不过三鹿亦指出其公司无18元价位奶粉。

### 8月：三鹿危机公关、计划秘密召回奶粉
據“三鹿内部邮件”显示：8月1日下午6时，三鹿取得检测结果：送检的16个婴幼儿奶粉样品，15个样品中检出了三聚氰胺的成份。8月2日下午，三鹿分别将有关情况报告给了其注册所在地石家庄市政府和新华区政府。并开始回收市场上的三鹿婴幼儿奶粉。8月4日至9日，三鹿对送达的原料乳200份样品进行了检测，確認“人为向原料乳中掺入三聚氰胺是引入到婴幼儿奶粉中的最主要途径”。
確認因自己集團生產的奶粉導致眾多嬰兒患有腎結石後，三鹿集團開始進行危機公關工作。三鹿公关公司北京涛澜通略国际广告有限公司被指在8月11日向三鹿集团建议與中國最大的互聯網搜索引擎公司百度合作，屏蔽有關新聞的 公关解决方案建议：
|  | 安抚消费者，1至2年内不让他开口；与百度签定300万广告投放协议以享受负面新闻删除，拿到新闻话语权；以攻为守，搜集行业竞争产品‘肾结石’负面新闻的消费者资料，以备不时之需。百度的300万框架合作问题，目前奶粉事业部已经投放120万元，集团只需再协调180万元就可以与百度签署框架，享受新闻公关保护政策。 |

这封由自称三鹿公关公司的员工在网上发帖的申称为公关解决方案建议在三鹿毒奶粉事件曝光后的9月12日，广泛流传於网上。
事發後的9月13日，百度公司針對此種說法声明，表示从未接受这种要求：
|  | 9月9日晚，三鹿的代理公关公司致电百度大客户部希望能协助屏蔽最近三鹿的负面新闻，由于该提议违反公司规定以及百度一贯坚持的信息公正、透明原则，大客户部在第一时间严词拒绝了该提议。9月12日，该公关公司再次致电希望能屏蔽三鹿的负面新闻，再次被大客户部予以否决。 |

2008年7月中旬，三鹿的甘肃省总经销商——兰州兴源食品公司停产「三鹿优加奶粉」。8月5日，三鹿下令各省經銷商從銷售鏈（批發商、門市等）召回產品，召回批次是3月至8月5日，並停售优加系列产品，并且秘密召回。由於這召回產品是銷售鏈層面，而非公開向消費者召回，导致在此后的一个多月裡，又有一批婴儿仍食用了三鹿问题奶粉。
9月11日，三鹿集团宣佈向消費者召回奶粉。9月12日三鹿集团指事件是由于不法奶农为获取更多的利润向鲜牛奶中掺入三聚氰胺。三聚氰胺在一份报价单中的价格为每吨8700元。
三鹿集团官方网站在事件曝光後遭到数轮攻击，网站标题被黑客改为“三聚氰胺集团”；首页也被改为“看三聚氰胺集团新闻有感”，甚至一度成为了黑客们的聊天和“集体路过”场所。

### 9月：新西蘭政府向中國通報
三鹿內部檢測發現16個批次之中有15個含毒，董事長田文華8月1日下令掩蓋事故並通報石家庄市政府。8月2日，石家庄副市长赵新朝、市政府秘书长赵文锋帶同市质监局、市食品药品检验检疫局、市工促局、市农业局、市委宣传部新闻处官员出席三鹿董事局會議。董事局同意公開回收產品，但遭官员否決，官员建议「拿钱堵嘴」並指示要「等过了奥运会，再请河北省公安厅打击」。；董事局席上，最大海外股东新西兰恒天然公司首度得悉事件（三鹿是中外合资）。8月8－24日，2008年北京奧運安然舉辦。8月22日，三鹿集团海外股东新西兰恒天然公司向新西蘭駐中國大使館人員會面反映。8月31日，新西蘭駐中國大使向新西蘭外交部匯報。9月2日，新西蘭外交部長得悉事件。9月5日，報告至新西兰總理海倫·克拉克，克拉克指令下屬绕过石家庄市人民政府，直接向中国中央人民政府报告（報告是否外交照會性質，不詳）。9月8日，新西兰官方向中国中央人民政府报告，中國政府開始嚴肅對待。

### 9月：國家級部門處理
9月13日，国务院新聞辦公室開記者會通報，国务院启动国家安全事故一级应急响应（“I级”为最高级，这里指特别重大食品安全事故）处置三鹿奶粉污染事件。患病婴幼儿实行免费救治，所需费用由财政承擔。有关部门对三鹿婴幼儿奶粉生产和奶牛养殖、原料奶收购、乳品加工等各环节开展检查。质检总局将负责会同有关部门对市场上所有婴幼儿奶粉进行了全面检验检查。
9月24日，质检总局表示，牛奶事件已得到控制，9月14日以后新生产的酸乳、巴氏杀菌乳、灭菌乳等主要品种的液态奶样本的三聚氰胺抽样检测中均未检出三聚氰胺。
石家庄官方初步认定，三鹿“问题奶粉”为不法分子在原奶收购中添加三聚氰胺所致，已经拘留了19名嫌疑人，传唤了78人。这19個人中有18人是牧场、奶牛养殖小区、奶厅的经营人员，其余1人涉嫌非法出售添加剂。
2010年9月，中国多地政府下达最后通牒：若在2010年9月30日前上缴2008年的问题奶粉，不处罚。

### 調查與懲處
河北省人民政府决定对三鹿集团立即停产整顿，并将对有关责任人做出处理。三鹿集團董事長和總經理田文华被免職，後並遭刑事拘留，而石家庄市分管农业生产的副市长张发旺等政府官員、石家庄市委副书记、市长冀纯堂也相繼被撤職處理。中共河北省委也决定免去吴显国河北省委常委、石家庄市委书记职务。22日，李长江引咎辞去国家质检总局局长职务，这是因此次事件辞职的最高级官员。毒奶粉事件在中国形成了一股“行政问责与司法问责风暴”。李長江於2009年12月復出，就任全國掃黃打非工作小組專職副組長，引起中國社會譁然。
根据中华人民共和国《食品卫生法》和《产品质量法》，三鹿集团最高将被罚两亿元人民币。
新华社报道，三鹿毒奶粉事件事态扩大的主要原因是三鹿集团公司和石家庄市政府在获悉三鹿奶粉造成婴幼儿患病情况后隐瞒实情、不及时上报所致。
2009年1月22日，河北省石家莊市中級人民法院一審宣判，三鹿前董事長田文華被判處無期徒刑，三鹿集團高層管理人員王玉良、杭志奇、吳聚生則分別被判有期徒刑15年、8年及5年。三鹿集團作為單位被告，犯了生產、銷售偽劣產品罪，被判處罰款人民幣4937餘萬元。最高人民法院认为，被告人耿金平明知含有三聚氰胺的混合物是非食品原料，而多次、大量进行购买，并添加到其所收购的原奶中，销售给石家庄三鹿集团股份有限公司等处，其行为已构成生产、销售有毒食品罪。三鹿集团股份有限公司以耿金平交售的原奶为原料生产的含有三聚氰胺的婴幼儿奶粉等奶制品流入市场后，给婴幼儿的身体健康及生命安全造成严重损害。涉嫌製造和銷售含三聚氰胺的奶農張玉軍、高俊傑及耿金平三人被判處死刑，薛建忠無期徒刑，張彥軍有期徒刑15年，耿金珠有期徒刑8年，蕭玉有期徒刑5年。
宣判后，张玉军、耿金平提出上诉。河北省高级人民法院经依法开庭审理，于2009年3月26日裁定驳回张玉军、耿金平上诉，维持原判，并依法报请最高人民法院核准。最高人民法院认为，张玉军犯罪情节极为严重，犯罪手段极其恶劣，社会危害性极大，应依法惩处。耿金平在共同犯罪中系主犯，犯罪情节、后果均特别严重，亦无法定、酌定从轻的情节，高俊傑二审被改判死刑缓期两年执行。
2009年11月24日“三鹿”刑事犯罪案犯张玉军、耿金平被执行死刑。
2009年3月20日，中央纪委监察部公布对此事件中负有重要责任的质检总局、农业部、卫生部、工商总局和食品药品监管局的有关人员作出处理，决定给予质检总局执法督查司司长王步步撤销党内职务的处分和撤职的行政处分，给予工商总局食品流通监督管理司副司长卢艳刚撤职的行政处分，给予农业部畜牧业司司长王智才降级的行政处分，给予质检总局食品生产监管司原副司长鲍俊凯、农业部总经济师张玉香、卫生部食品安全综合协调与卫生监督局局长赵同刚记大过的行政处分，给予工商总局消费者权益保护局局长孙文序、食品药品监管局食品安全协调司司长孙咸泽记过的行政处分。
2010年1月，广东省潮安县人民法院一审以敲诈勒索罪，判处郭利有期徒刑5年。此后，潮州中院二审及再审均维持原判。2019年4月7日，广东省高级人民法院对郭利敲诈勒索案再审改判无罪。
2010年3月3日，上海法院以销售有毒食品罪判决上海熊猫乳品有限公司的三名负责人有期徒刑三到五年。
另据2014年7月31日河北省女子监狱向新华社记者证实，2011年11月，河北省高级人民法院裁定将田文华刑期由无期徒刑减为有期徒刑19年；2014年5月，石家庄中院裁定对其减去有期徒刑1年9个月。据称，田文华服刑期间认罪服法，遵守监规纪律，先后获考核记功奖励3次。

## 个人刑事起诉
| 罪犯   | 身份                   | 犯罪行为                                              | 罪名                     | 刑罚                                       |
| ------ | ---------------------- | ----------------------------------------------------- | ------------------------ | ------------------------------------------ |
| 张玉军 | 奶贩                   | 生产和销售776吨有毒“蛋白粉”                           | 以危险方法危害公共安全   | 死刑                                       |
| 耿金平 | 正定金河奶源基地负责人 | 将含有三聚氰胺的混合物约434公斤添加到90余万公斤原奶中 | 生产、销售有毒食品       | 死刑                                       |
| 高俊杰 | 劣质奶生产者           | 制售含三聚氰胺“蛋白粉”                                | 以危险方法危害公共安全   | 死刑（缓期两年执行）                       |
| 田文華 | 原三鹿集团董事长       |                                                       | 生产、销售伪劣产品罪     | 无期徒刑後三次獲減刑，刑期至2027年8月3日。 |
| 薛建忠 | 永昌化工试剂商店店主   | 向原奶中添加三聚氰胺提供货源                          | 以危险方法危害公共安全   | 无期徒刑                                   |
| 张彦章 | 奶贩                   | 制售含三聚氰胺“蛋白粉”                                | 以危险方法危害公共安全   | 无期徒刑                                   |
| 王玉良 | 原三鹿集团副总         |                                                       | 生产、销售伪劣产品罪     | 有期徒刑15年                               |
| 张彦军 | 劣质奶生产者           |                                                       | 以危险方法危害公共安全   | 有期徒刑15年                               |
| 杭志奇 | 原三鹿集团高管         |                                                       | 生产、销售伪劣产品罪     | 有期徒刑8年                                |
| 耿金珠 | 金河奶源基地送奶司机   |                                                       | 生产、销售有毒食品       | 有期徒刑8年                                |
| 肖玉   | 高俊杰妻子             | 协助和教唆其夫高俊杰实施犯罪                          | 以危险方法危害公共安全   | 有期徒刑5年                                |
| 吴聚生 | 原三鹿集团高管         |                                                       | 生产、销售伪劣产品罪     | 有期徒刑5年                                |
| 王岳超 | 熊猫乳品原法定代表人   | 回炉使用三聚氰胺奶                                    | 生产、销售有毒、有害食品 | 有期徒刑5年；罚40万元                      |
| 洪旗德 | 熊猫乳品原总经理       | 回炉使用三聚氰胺奶                                    | 生产、销售有毒、有害食品 | 有期徒刑4年6个月；罚30万元                 |
| 陈德华 | 熊猫乳品原副总经理     | 回炉使用三聚氰胺奶                                    | 生产、销售有毒、有害食品 | 有期徒刑3年；罚20万元                      |

### 擴大升級

#### 多家名企涉案
中华人民共和国国家质量监督检验检疫总局对全国婴幼儿奶粉三聚氰胺含量进行检查，结果显示，有22家婴幼儿奶粉生产企业的69批次产品检出了含量不同的三聚氰胺，除了河北三鹿外，還包括：广东雅士利、内蒙古伊利、蒙牛集团、青岛圣元、上海熊猫、山西古城、江西光明英雄乳业、宝鸡惠民、多加多乳业、湖南南山等22个厂家69批次产品中检出三聚氰胺，被要求立即下架。但中央电视台报道的三鹿奶粉三聚氰胺含量与之前《甘肃日报》报道不符，其含量减少了十倍。
中国目前共有109家婴幼儿奶粉生产企业，中国国家质检总局对这些企业的491批次产品进行了排查，检验显示有22家企业69批次产品检出了含量不同的三聚氰胺。检出三聚氰胺婴幼儿配方乳粉企业名单如下：
| 公司名稱                           | 產品名稱                 | 抽樣數 | 不合格數 | 三聚氰胺最高含量（毫克／千克） |
| ---------------------------------- | ------------------------ | ------ | -------- | ------------------------------ |
| 石家莊三鹿集團股份有限公司         | 三鹿牌嬰幼兒配方乳粉     | 11     | 11       | 2563                           |
| 上海熊貓乳品有限公司               | 熊貓可寶牌嬰幼兒配方乳粉 | 5      | 3        | 619                            |
| 青島聖元乳業有限公司               | 聖元牌嬰幼兒配方乳粉     | 17     | 8        | 150                            |
| 山西古城乳業集團有限公司           | 古城牌嬰幼兒配方乳粉     | 13     | 4        | 141.6                          |
| 江西光明英雄乳業股份有限公司       | 英雄牌嬰幼兒配方乳粉     | 2      | 2        | 98.6                           |
| 寶雞惠民乳品（集團）有限公司       | 惠民牌嬰幼兒配方乳粉     | 1      | 1        | 79.17                          |
| 內蒙古蒙牛乳業（集團）股份有限公司 | 蒙牛牌嬰幼兒配方乳粉     | 28     | 3        | 68.2                           |
| 中澳合資多加多乳業（天津）有限公司 | 可淇牌嬰幼兒配方乳粉     | 1      | 1        | 67.94                          |
| 廣東雅士利集團股份有限公司         | 雅士利牌嬰幼兒配方乳粉   | 30     | 8        | 53.4                           |
| 湖南培益乳業有限公司               | 南山倍益牌嬰幼兒配方乳粉 | 3      | 1        | 53.4                           |
| 黑龍江省齊寧乳業有限責任公司       | 嬰幼兒配方乳粉2段基粉    | 1      | 1        | 31.74                          |
| 山西雅士利乳業有限公司             | 雅士利牌嬰幼兒配方乳粉   | 4      | 2        | 26.3                           |
| 深圳金必氏乳業有限公司             | 金必氏牌嬰幼兒配方乳粉   | 2      | 2        | 18                             |
| 施恩（廣州）嬰幼兒營養品有限公司   | 施恩牌嬰幼兒配方乳粉     | 20     | 14       | 17                             |
| 廣州金鼎乳製品廠                   | 金鼎牌嬰幼兒配方乳粉     | 3      | 1        | 16.2                           |
| 內蒙古伊利實業集團股份有限公司     | 伊利牌兒童配方乳粉       | 35     | 1        | 12                             |
| 煙台澳美多營養品有限公司           | 澳美多牌嬰幼兒配方乳粉   | 16     | 6        | 10.7                           |
| 青島索康營養科技有限公司           | 愛可丁牌嬰幼兒配方乳粉   | 3      | 1        | 4.8                            |
| 西安市閻良區百躍乳業有限公司       | 御寶牌嬰幼兒配方乳粉     | 3      | 1        | 3.73                           |
| 煙台磊磊乳品有限公司               | 磊磊牌嬰幼兒配方乳粉     | 3      | 3        | 1.2                            |
| 上海寶安力乳品有限公司             | 寶安力牌嬰幼兒配方乳粉   | 1      | 1        | 0.21                           |
| 福鼎市晨冠乳業有限公司             | 聰爾壯牌嬰幼兒配方乳粉   | 1      | 1        | 0.09                           |

不過其他廠牌並沒有因此而倖免。9月21日，香港媒体委托香港检验中心验出黑龙江生产的“雀巢金装助长奶粉”含有三聚氰胺。香港多家连锁超市决定将雀巢在黑龙江生产的奶粉全面下架。停售及回收的雀巢奶粉包括五款900克装的“雀巢金装助长奶粉”和“儿童高钙奶粉”，以及一款1800克装的“雀巢速溶奶粉”。同日，甘肃省质量技术监督局验出三鹿牌较大婴儿及幼儿配方奶粉（慧幼2段）含有阪崎氏肠杆菌。
中国目前共有290家普通奶粉和其他配方奶粉生产企业。中国国家质检总局2008年9月30日公布对普通奶粉和其他配方奶粉三聚氰胺专项检测情况，这次共抽检154家企业（合计市场占有率达70%以上），有134家企业未检出三聚氰胺，占87.0%；共抽检9月14日前生产的265个批次产品，有234个批次产品没有检出三聚氰胺，占88.3%。验出三聚氰胺的涉及20家企业31个批次产品中，分别占检测企业和检测批次的13.0%、11.7%。该局指，对未检出三聚氰胺的合格批次产品，市场可以正常销售，消费者可以放心食用。验出三聚氰胺普通奶粉和其他配方奶粉企业名单如下：
| 公司名称                                         | 产品名称                               | 不合格数 | 三聚氰胺最高含量（毫克／千克） |
| ------------------------------------------------ | -------------------------------------- | -------- | ------------------------------ |
| 石家庄三鹿集团股份有限公司                       | 三鹿牌高铁高锌配方奶粉                 | 3        | 6196.61                        |
| 石家庄三鹿集团股份有限公司                       | 三鹿牌青壮年高钙配方奶粉               | 2        | 3200                           |
| 石家庄三鹿集团股份有限公司                       | 三鹿牌学生营养配方奶粉                 | 1        | 968                            |
| 石家庄三鹿集团股份有限公司                       | 三鹿牌女士高钙配方奶粉                 | 1        | 561                            |
| 石家庄三鹿集团股份有限公司                       | 三鹿牌惠孕孕期及哺乳期女士营养配方奶粉 | 1        | 287.75                         |
| 石家庄三鹿集团股份有限公司                       | 三鹿牌全家营养配方奶粉                 | 1        | 1.3                            |
| 湖南南山培益乳业有限公司                         | 南山倍益牌中老年高纤高钙配方奶粉       | 1        | 5624                           |
| 石家庄宝城乳业有限公司                           | 全脂奶粉                               | 1        | 5577.29                        |
| 唐山市龙源乳业有限公司                           | 全脂乳粉                               | 1        | 5539.76                        |
| 湖南亚华控股集团股份有限公司南山绿色食品开发公司 | 中老年高纤高钙配方奶粉                 | 1        | 3700                           |
| 南山绿色食品开发分公司                           | 南山倍益牌中老年高纤高钙配方奶粉       | 1        | 2200                           |
| 邢台三鹿乳业有限公司沙河分公司                   | 三鹿牌全脂奶粉                         | 1        | 2225.62                        |
| 唐山市龙港乳业有限公司                           | 全脂乳粉                               | 1        | 710.17                         |
| 唐山明乐乳业有限责任公司                         | 全脂奶粉                               | 1        | 354.6                          |
| 张北县宏冠乳业有限责任公司                       | 全脂乳粉                               | 1        | 353.03                         |
| 察北乳业有限公司                                 | 淡奶粉                                 | 1        | 326.75                         |
| 河南金元乳业有限公司                             | 豫金元牌全脂奶粉                       | 1        | 287                            |
| 张家口塞北三鹿乳业有限公司                       | 三鹿牌全脂淡奶                         | 1        | 145.82                         |
| 黑龙江省光明松鹤乳品有限责任公司                 | 光明牌香浓全脂奶粉                     | 1        | 140                            |
| 广东雅士利集团股份有限公司                       | 雅士利牌中小学生特殊配方奶粉           | 1        | 94.6                           |
| 广东雅士利集团股份有限公司                       | 雅士利牌女士特殊配方奶粉               | 1        | 19.2                           |
| 广东雅士利集团股份有限公司                       | 雅士利牌优怡女士特殊配方奶粉           | 1        | 3.05                           |
| 天津海河乳业有限公司                             | 海河牌全脂甜奶粉                       | 1        | 56.38                          |
| 福建省南安市福乐食品工业有限公司                 | 贵格牌中老年加钙奶粉                   | 1        | 32                             |
| 内蒙古伊利实业集团股份有限公司                   | 伊利牌中老年多维高钙奶粉               | 1        | 25.7                           |
| 福州明一乳业有限公司                             | 明一牌学生奶粉                         | 1        | 17                             |
| 迁安三元食品有限公司                             | 乳粉                                   | 1        | 10.58                          |
| 内蒙古蒙牛阿拉乳制品有限责任公司                 | 蒙牛牌金装女士多维高钙高铁奶粉         | 1        | 6.0                            |

#### 其他相關产品
9月19日，伊利、蒙牛及光明三品牌液态奶被中国质检总局公布含有三聚氰胺，当局抽检蒙牛121批次产品中，有11批次被检出三聚氰胺，检出值在每公斤0.8-7毫克。伊利81批次产品中，有7批次检出三聚氰胺，检出值在每公斤0.7-8.4毫克。光明93批次产品中，6批次检出三聚氰胺，检出值在每公斤0.6-8.6毫克。不过在三元和雀巢产品中并无发现三聚氰胺。
在海外方面，新加坡與香港發現中國產製伊利雪條和大白兔奶糖含有三聚氰胺。台灣則是在大陸進口的奶精中發現三聚氰胺，此事導致台灣使用中國奶精的產品包括即溶咖啡、麥片等大規模下架。這是全球第一回發現中國植物性蛋白類產品摻有三聚氰胺的案例。香港也疑似在雀巢公司的煉乳中發現三聚氰胺的蹤跡。
《重庆商报》9月28日报道称，吉百利和金帝的巧克力和糖果中也发现了微量的三聚氰胺，但该消息尚未得到国家检测机构和相关企业的证实。吉百利的生产厂商已宣布，作为预防措施，公司会将北京工厂生产的巧克力和怡口莲产品从市场上撤回及回收产品。其后，英国吉百利证实，他们在初步检测中，在其北京厂房生产的巧克力里面发现了三聚氰胺。
2009年12月31日，上海食品監管部門調查查出，上海熊貓乳品公司的乳製品含三聚氰胺超過國家標準，這家公司使用超標的回收煉乳用於回爐生產；同時又使用寧夏熊貓乳品公司所提供奶粉原料，該原料也含三聚氰胺超標，都被監管部門依法查處。

### 外銷情況
9月16日，中国国家质检总局发布消息，供应北京奥运会和残奥会中国体育代表团及外国人的乳制品并未检出三聚氰胺。消息同时指出被检产品中，只有广东雅士利的婴幼儿奶粉出口到了孟加拉、缅甸及也门三个国家，经对留样检测，未发现三聚氰胺。台灣則進口了25吨的三鹿奶粉。
事件爆發後，多个国家（地区）开始全面或部分禁止中国奶制品及相关产品（糖果、咖啡和巧克力等）的销售或入口，包括加拿大、英国、意大利、法国、俄罗斯、日本、马来西亚 、 韩国、 越南、印度、印尼、不丹、缅甸、马尔代夫、科特迪瓦、尼泊尔、巴布亚新几内亚、苏里南、多哥、加纳、菲律宾、孟加拉国、文莱、新加坡、坦桑尼亚、加蓬和布隆迪等。欧盟也宣布，已全面禁止含牛奶成分的中国製婴儿产品进口。

## 傷亡統計
中国卫生部最新一次通报是2009年1月12日，「截至2008年12月底，全国累计免费筛查2240.1万人，累计报告患儿29.6万人，住院治疗52898人，已治愈出院52582人」
而早前在2008年12月1日有一次較受瞩目的發布會，截至2008年11月27日08时，「全国累计报告因食用...问题奶粉导致泌尿系统出现异常的患儿29万余人」，「累计筛查婴幼儿2,238万余人次」，「累计住院患儿共5.19万人，目前仍在住院的患儿有861人，累计收治重症患儿154例」
而較早前統計，截至2008年9月21日，因使用婴幼儿奶粉而接受门诊治疗咨询且已康复的婴幼儿累计39,965人，正在住院的有12,892人，此前已治愈出院1,579人，死亡4人，另截至到9月25日，香港有5個人、澳门有1人确诊患病。
2010年2月温家寶总理与网民在线交流时称：“一个三鹿奶粉，我们付出了很大的代价，...我们普查了受到奶粉影响的儿童达到3000万，国家花了20亿。...教训应该说是很深刻的，不是一个企业，也不是一个地方，是我们整个民族应该汲取的。”

### 汶川大地震、「北京奧運寶寶」獲捐奶粉
事後發現三鹿集团在2008年5月汶川大地震時捐了值900万元的奶粉給災區孩子，至9月事發後僅能封存64包尚在災區倉庫的，其餘不知去向。
另外，8月，奥运圣火在北京鸟巢燃起後在北京最先出世的10名幸運的「奥运宝宝」送上三鹿贝贝奶粉一箱。

## 各界反应

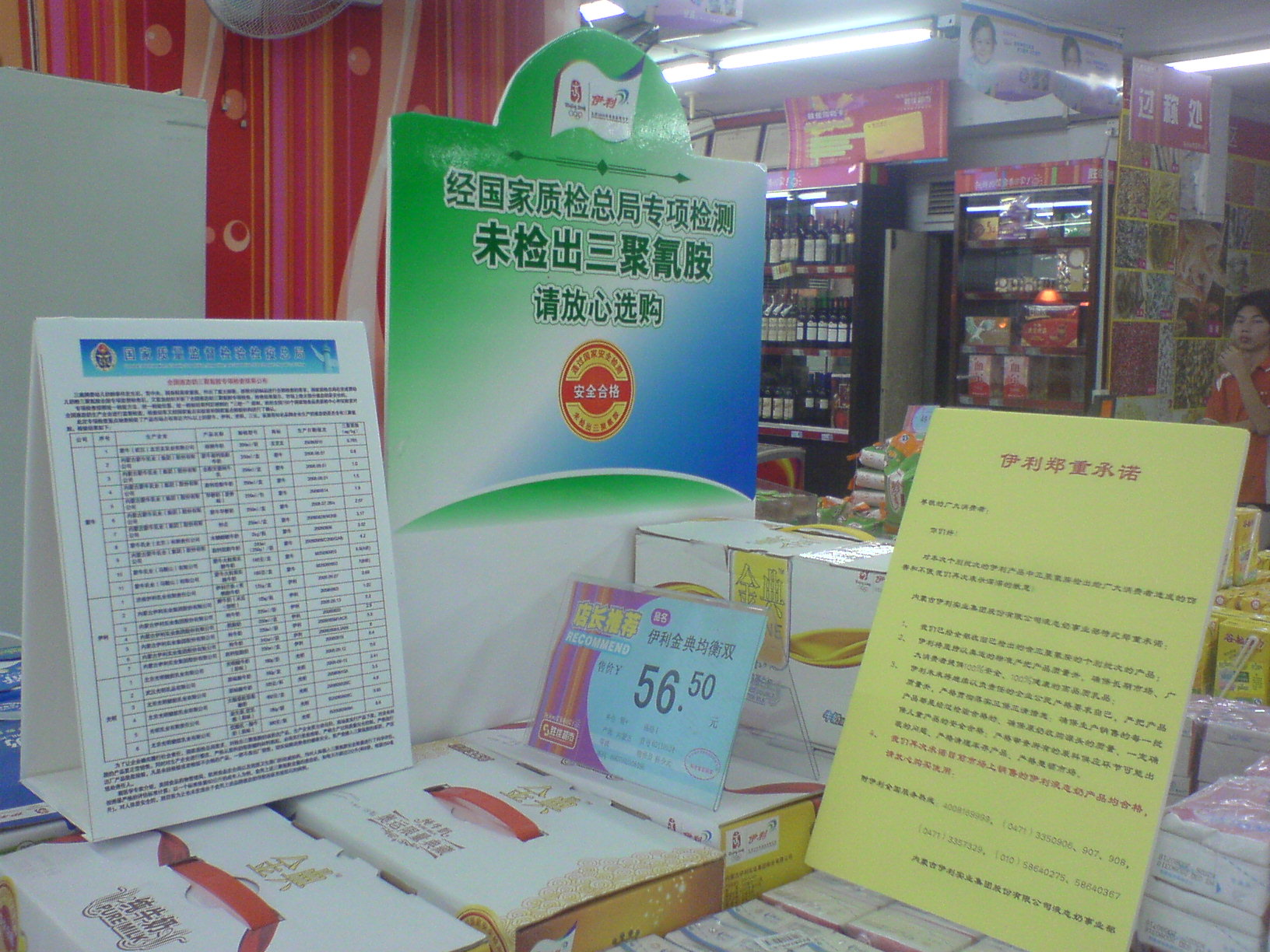
毒奶粉事件发生后，超市内的牛奶销售区域都放上由各间厂商印制的“未验出三聚氰胺”标识及政府的化验报告，以挽回民众信心。

### 民間輿論
事件进一步升级後，中国奶制品行业在网络抽样分析中，民众的信心指数，降至最低点，然而新浪民调显示95%以上的大陆民众对于毒奶粉事件的态度为“虽然震惊，但在意料之中”，昭示事实上中国大陆民众对于食品安全早已丧失信心，地沟油、毒大米、洗衣粉面粉、苏丹红辣椒、酸素大蒜、工业盐、甲醇酒等商品早已被大陆百姓吃遍，甚至大多数人调侃自己的“抵抗力”超过外国人。不少中國民眾人心惶惶，許多人不敢吃中國廠牌奶製品，外國奶粉銷量開始上升，甚至以小三通方式到金門或馬祖購買台灣奶製品，或是到香港購買奶粉，情況宛如阜陽劣質奶粉事件發生後，不少中國民众不敢買中國奶粉而堅持要買香港奶粉才安心。中國不少母親開始嘗試改以母乳而非奶粉餵嬰兒。奶媽業亦開始竄紅，奶媽薪水直線上升，不少人因奶媽薪水高而應徵奶媽，但亦有部份是擔心別人家小孩沒奶喝才自願當奶媽。重慶市一位75歲市民甚至將代言三鹿牌奶粉的兩名藝人告上法庭。該市民稱：「傳遞錯誤信息，代言人應對此負責。」並要求賠償1万元人民幣。9月20日，星巴克和肯德基宣布由即日起停止供应蒙牛牛奶。肯德基称，待与蒙牛确认所有产品符合食品安全标准後，才会恢复销售。
另外該事件亦殃及三鹿牌原產地河北省一帶酪農，生意明顯大不如前，許多酪農由於生產的牛奶賣不出去，只好忍痛倒掉。亦有部分酪農表示他們的產品沒有問題，問題是出在收購的公司。为保护酪农权益，中国农业部要求各级农业部门督促乳品企业切实履行收购生乳协议，减少酪农的经济损失。
官方媒體新華社引述清華大學法學院教授張衛平的說法，認為「三鹿奶粉事件說明中國某些地方政府和企業並沒有真正分開，政府職能亟待徹底轉變。」他認為政府既然要對企業進行監管，就必須和企業保持一定的距離，而不是與企業保持著千絲萬縷的聯繫。
毒奶粉事件爆发的同时，网络流传有“中央国家机关特供”食品授牌仪式的配图报道，引发民间对特供的争议。中国新闻网记者就此民间传闻采访了国务院机关老干部活动中心负责人，该负责人称网上相关信息纯属谣传。

### 民間行動
北京人赵连海曾在电视台、国家工商总局的广告公司、国家质检总局的《中国质量报》等多家媒体工作过多年，也在多家国有广告公司任过总监。2008年9月20日，其子被診斷出左肾有2毫米结石，於是在中國发起成立了「三聚氰胺毒奶受害者集体维权联盟──结石宝宝之家」。
「结石宝宝之家」以民间网站的形式调查、公布2008年中国奶制品污染事件相关信息，号召中国因奶粉三聚氰胺事件而患结石的孩子家长联合起来进行合法维权诉讼。
黑客攻击了三鹿集团官网，加标题改为“三聚氰胺集团”，网站首页被挪用为聊天室。

### 法律救助
2008年9月毒奶粉案曝出后，公盟迅速组织了由全国上百律师组成的志愿律师团，为受害消费者提供法律指导和服务。10月中旬，公盟通过网络以及《南方周末》发出《公盟志愿律师为因食用含三聚氰胺奶粉而患病的消费者提供法律援助的公告》，并通过网络发出《公盟关于“三聚氰胺”奶粉受害者赔偿方案的建议》，并把此建议邮寄至卫生部、质检总局、国务院等部门，开始正式接受全国各地受害者的委托。
11月24日，援助律师前往石家庄，向三鹿集团递交了《关于解决三鹿“三聚氰胺”奶粉受害者赔偿事宜的律师函》、《三鹿“三聚氰胺”奶粉受害者赔偿方案律师建议书》以及三鹿受害者名单。12月8日，公盟援助律师代表63名三鹿三聚氰胺奶粉的受害者正式向河北省高级人民法院提起共同诉讼。

### 政府态度及反应
9月17日，中国国家质检总局宣布取消食品业的国家免检制度，所有已生产的产品和印製在包装上已使用的国家免检标志不再有效。幾天後該局並宣布撤销蒙牛、伊利和光明三个牌子液态奶产品的“中国名牌”产品称号。中国商务部也发出通知，要求各地商务主管部门严格排查生产、出口奶制品、食品、药品、玩具、家具等企业，杜绝存在品质安全隐患的产品出口。对责任确属中国企业的品质安全事件，要敦促企业承擔出口产品品质第一责任，立即回收问题产品。
中国国务院总理温家宝在9月21日到北京探望家屬時，說「虽然老百姓很理解，但是作为政府，我们感到很内疚」。23日，温家宝在出席联合国千年发展目标高级别会议和第63届联大一般性辩论前在午宴上说：“毒奶粉事件给消费者特别是婴幼儿的身体健康带来了极大危害，也造成了严重的社会影响。作为中国政府负责人，我感到十分痛心”。他承诺将从根本上改善中国产品质量和食品安全的状况。
河北省人民政府9月底制定下发了《三鹿牌婴幼儿配方奶粉销毁办法》，决定由工商、环保、公安、监察等部门负责，采取集中销毁与就近销毁相结合的方式，在10月4日前把共计450余吨的问题奶粉全部销毁，以防止其回流社会。

### 言论管制
根據多維新聞网和法国国际广播电台指出，中共中宣部於9月14日下令，禁止中國内地媒体擅自报道三鹿事件，一律要以官方公布或新华社报道为准，此舉導致中國內地傳媒的批評火力明顯退燒，也令各大报章无法刊登自行采访的有关新闻稿件，其中包括《南方周末》的一篇文章《结石婴儿的艰难追凶路》，后來该周刊编辑只能把此稿放到了南方周末网与《南方都市报》上。《大公报》也报道，9月14日，中国有关政府部门给律师们开过会，重点强调政府已做大量工作，让“服从大局，保持稳定”，律師如果涉及三鹿奶粉事件，將不是簡簡單單丟飯碗問題。面對受害者們索賠願望，律師們只能是選擇拒絕或逃避。目前，三鹿奶粉污染事件并未引发大规模的法律索赔诉讼。
2010年11月10日，發動民眾至毒奶粉工廠外抗議的趙連海，被北京市大兴法院以寻衅滋事罪一审判处有期徒刑两年半。

## 境外反應與影響

### 国际組織
9月19日，联合国儿童基金会要求中国政府，在四名婴儿因饮用含有三聚氰胺的奶粉而丧生後，对此一问题“展开全面调查”。世界卫生组织也嚴厲譴責中國沒作好食品衛生的管控，而且還刻意隱匿消息。西太平洋总监尾身茂在马尼拉批评中国未在第一时间向国际社会通报毒奶粉丑闻。
欧盟委员会负责健康和消费者保障的官员马德林说，外国消费者都在观望，他也期望北京方面能够有个全面的解释。马德林说：“政府之间、监管人员之间最重要的问题是，我们是否彼此开诚公布？经济监管人员有责任公布信息。我期待监管人员在彼此管辖的范围内惩罚拖延。”
随着三鹿毒奶粉事件的发展，世界卫生组织、联合国科教文组织和联合国儿童基金会于9月25日联合发布声明，对危机扩大表示擔忧，希望中国政府今后对婴幼儿食品实施更严格的监管。
中国国务院总理温家宝在9月25日对纽约6家华文媒体的记者说，隐瞒本次奶粉污染事件的是三鹿集团负责人和石家庄政府官员。中央政府在得知奶粉问题後已第一时间迅速向国内公开，向世界卫生组织公开，向台港澳地区公开，向有关国家公开，并没有刻意隐瞒。
世界卫生组织9月26日指，不要把中国描绘成“万恶之源”，这些问题会出现在发达国家，同样也会出现在新兴工业国家。他们正在帮助中国对相关机制进行改善。但是宣称所有食品安全问题都源于中国，则是完全错误的。

### 香港

#### 伊利雪條
香港食物环境卫生署发现伊利牧场大果粒酸奶味雪糕的一个样本含有三聚氰胺。當局已禁止由三鹿奶粉製造的台灣尚效牌飲料進口香港，但對於内地奶製品方面，當局沒有考慮禁止進口。9月18日，香港食物安全中心样本检测结果公布，五批次伊利雪条和四批次伊利奶品含不同浓度的三聚氰胺。另外，食物环境卫生署食物安全中心也公佈，八款伊利牌產品的的樣本被驗出含有三聚氰胺，當局已通知業界有關檢測結果，並要求他們停止售賣有關的產品，亦要求入口商全面回收伊利牌的全部奶類產品。

#### 雀巢產品
9月21日香港食物安全中心公布，雀巢牛奶公司在青岛生产的餐饮业用1公升装超高温灭菌（UHT）纯牛奶，发现三聚氰胺，检出值为每公斤1.4毫克。并指，在一般食用情况下，不会对健康构成重大影响，但建议不宜给幼儿饮用。香港政府已要求业界停止售卖及回收该产品。22日下午，雀巢（中国）公司否认了这一说法，称所有在中国生产的产品都没有使用掺杂三聚氰胺的牛奶。但在23日下午，雀巢公司又改口，承认其产品中含微量三聚氰胺，并宣称所检测出的含量不会对健康构成影响，同时补充说，雀巢的其他产品并没有受到三聚氰胺的污染。22日香港无线电视委托化验所检测，又发现雀巢鹰唛炼奶也含三聚氰胺。雀巢（香港）牛奶公司回应指，除食物安全中心验出的纯牛奶外，均无证据显示雀巢其他产品含有三聚氰胺，雀巢又反指“食物链都可找到微量三聚氰胺”。

#### 其他产品
9月23日，香港食物安全中心验出一款草莓味的四洲蛋糕含有三聚氰胺，其含量超标一倍半。亦证实香港市面上出售的大白兔奶糖三聚氰胺超标近一倍，而另一批次的奶糖更超标逾五倍。

#### 民間輿論
香港《明報》社論指出，此次毒奶粉事件有諸多疑點，是否涉及官商勾结、官官相护，甚或有其它不可告人之处，当局必须彻查。社論中並對卫生部专家组成员孙东东在媒體所言，就三鹿奶粉含有三聚氰胺，卫生部是「在8月份开始明确，9月份正式公布」，其中延宕達一個月，甚至認為现在公布处理，「我觉得是比较快了」，表示令人費解與憤怒。該事件亦造成許多香港民眾及遊客不敢吃蛋塔和奶茶，甚至因此有店家認為港府應主動抽驗食品材料，而非由業者自行送檢。

#### 政府反應
香港政府於9月22日紧急立法，禁止食物的三聚氰胺含量超标。新法律规定：每公升奶类制品，不能含有超过1毫克的三聚氰胺，食物每公升不能超过2.5毫克。

### 澳門
9月15日，百貨辦商會副會長葉紹文證實，使用三鹿奶粉作原料的台灣尚效牌飲料，有部份流入澳門。9月25日，澳门卫生局表示，验出3款奶类产品含有三聚氰胺，当中包括雀巢金装助长奶粉（1+）和乐天小熊饼。

### 臺灣

#### 奶粉問題

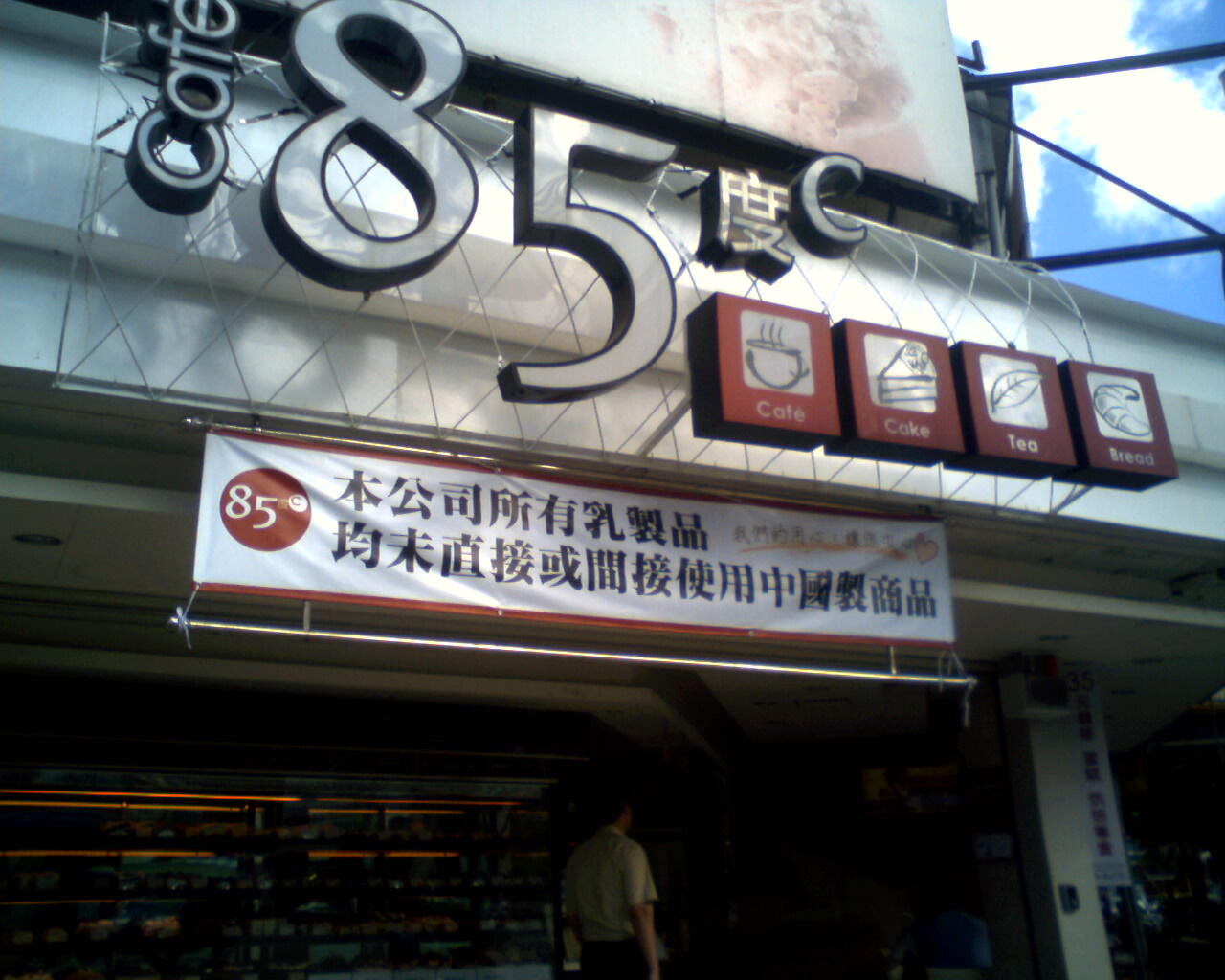
奶粉污染事件期間，台湾店家的標語：「本公司所有乳製品，均未直接或間接使用中國製商品」

由於國務院台灣事務辦公室於記者會中公開證實三鹿奶粉有以「維多利亞全脂奶粉」名義銷往台湾作為食品加工，因此該事件亦引起台湾恐慌。台湾許多使用奶粉的加工品因有使用該品牌奶粉而遭銷毀，並殃及不少烘焙業者信譽。9月18日，行政院衛生署宣布全數中國大陸奶製品停止販售，直至廠商個別提出檢驗證明。該事件亦於一定程度上引起民眾恐慌，不少人不敢再吃中國大陸食品。台湾著名的85度C在台打出过不含中國大陸奶的标语，但大陸官方刻意隐瞒了在大陸的数百家连锁店依然在使用大陸产不安全的奶源，而且食客依然毫不知情。
同月22日，檢方查出之前進口三鹿奶粉的台威公司，疑似將大量受污染奶粉出貨給大型連鎖賣場大潤發，事後並向負責調查的檢察官隱瞞出貨的事實，而該批奶粉可能已經被摻入賣場製作的麵包，被消費者吃下肚。消息造成了台灣消費者普遍的恐慌。
根據台湾媒體報導，台中縣一名2歲女童，從小隨父母長住廣州，一直飲用當地奶粉，近日回台健康檢查，發現腎臟有鈣化現象，很可能是本事件中第一位台湾受害者。

#### 政府反應
9月21日，中華民國衛生署宣佈金車公司生產的「伯朗咖啡」曼特寧風味三合一、曼特寧風味二合一、藍山風味三合一、焦糖瑪其朵三合一、阿拉比卡三合一、法式香草三合一、奶茶等即沖飲料及「easy cook快煮湯」雞蓉玉米濃湯等八種產品使用山東都慶公司產製的奶精（屬植物性蛋白類產品），驗出微量三聚氰胺，經金車公司主動告知，即日起全面下架回收。這是全球第一回發現中國大陆植物性蛋白類產品摻有三聚氰胺的案例。華元食品生產的即溶麥片，因也使用都慶公司進口的奶精，被懷疑含有三聚氰胺的成分。不過華元強調，受污染產品已經封存，並未流出市面。
23日，事件進一步擴大。衛生署當日晚間發佈的檢驗報告證實，三億食品原料有限公司、汎昇實業有限公司與佳泰食品企業有限公司所進口的都慶公司奶精，以及六和化工股份公司的奶精與麥芽精，都含有三聚氰胺的成分。由於都慶是大陸重要的供應商，化驗結果顯示，影響層面比想像中的還要嚴重，需下架的產品市值恐達十億元新台幣，包括酵素、乳酸菌、豆花、奶茶、豆漿及三合一麥片等產品，種類可能有數百種。受影響廠牌不乏知名食品公司，如愛之味、卜蜂企業、華元食品、梅農古坑咖啡、真口味食品（生產古道奶茶）等十數家公司。24日起，廠商已經陸續下架並銷毀有問題的產品。
不過，都慶公司卻反駁有關說法。23日晚間，台湾各大電視台都收到山東都慶公司的跨海傳真，表示他們的產品經檢驗後，確定沒加三聚氰胺。該公司並表示21日當天，金車公司單方面宣佈都慶公司奶精粉含有三聚氰胺，但都慶公司希望金車提供相關檢驗報告時，金車公司卻不願提供。公司也將對報導的媒體保留法律追訴權。國台辦也表示，「山東都慶公司硬件設備正常，質量保證體系有效，各種管理技術齊全，未發現質量安全隱患」，且都慶銷往台灣的奶精粉，經過四個實驗室檢查，沒有發現三聚氰胺成分，對此，中華民國衛生署表示，中華民國藥檢局具國際公信力，因此衛生署對中華民國數據相當有信心，願意提供數據與大陸方面比對。

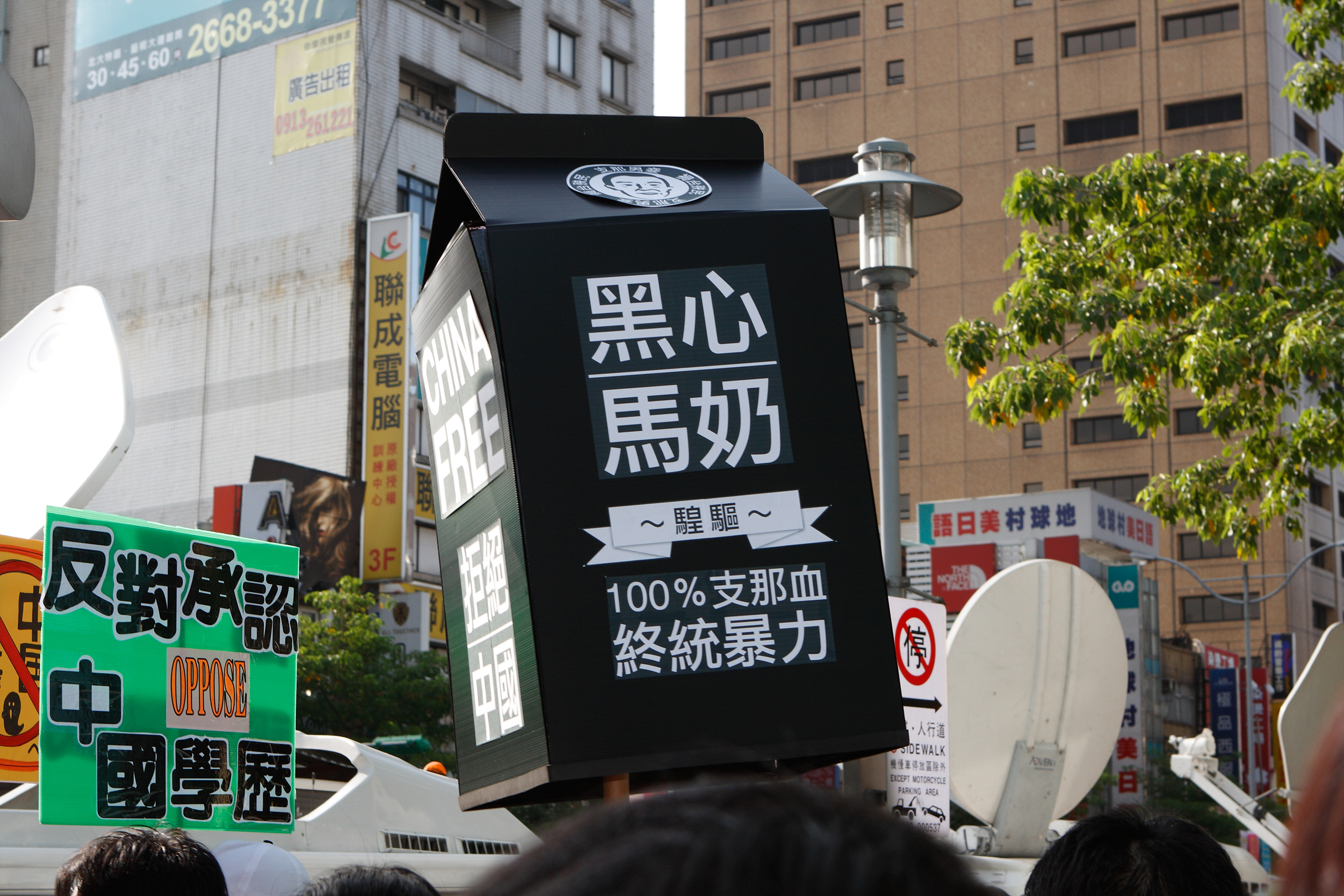
中華民國1025反黑心顾台湾大游行时，游行队伍中有人高举“黑心马奶”的模型以示抗议

24日晚間，台湾政府突然宣佈參考香港立法標準，放寬對三聚氰胺標準的認定。根據新標準，汎昇實業與六和化工進口的受污染奶精所含的三聚氰胺將在標準值以下。但此一標準引起輿論強烈反彈，造成衛生署長林芳郁辭職。26日，新任衛生署署長葉金川緊急宣布奶製品不得檢出任何三聚氰胺。
另外，26日台湾必勝客披薩連鎖商店也化驗出該公司的起司粉含有三聚氰胺，濃度高達70ppm。雖然該公司緊急封存所有起司粉，不過已經有數萬包起司粉流出市面。直至27日，仍在查證製造該批起司粉的乳酪粉、奶精等原料由何處進口。不過進口商自行化驗的結果，該批原料並未驗出三聚氰胺，因此必須等待衛生署最後的化驗結果來判定。
事件發生後，台湾官方與業主各自展開大規模送驗工作。此期間，金車公司證實部分產品所添加的中國製奶精也遭污染，為此，衛生署副署長宋晏仁嚴厲譴責大陸業主犯罪行為，並正式宣布即日起全面禁止大陸製奶粉、乳製品與植物性蛋白產品進口，包括雀巢與克寧等大陸製進口奶粉。衛生署也呼籲民眾，這段時間暫停食用問題產品以及大陆製所有含奶產品，已食用者則多喝水。證實事態擴大後，衛生署且將該案例通報世界衛生組織，而通報翌日，世界衛生組織亦迅速分以正副本回覆中華民國與北京當局，並要求两者提供更多相關訊息。同日，衛生署署長林芳郁在立委的逼問下，同意對大陸進行求償。行政院院長劉兆玄並表示，將組成一支專業團隊，前往大陸做全面的相關調查。
23日，由於情事擴大，行政院跨部會小組24日上午8點召開首次會議決議，凡是從大陆進口的三合一咖啡、奶茶及奶精之粉狀或液狀產品，必須立即下架，一切要等到衛生署認可的實驗室出具合格檢驗報告並取得證明後，才能繼續販售。至於烘焙及奶粉類食品部分，由於烘焙是現場製作，保存期限不長，且經政府嚴格監控，暫時不需下架處置。不過行政院衛生署於24日晚間宣佈，先前查驗自山東都慶公司進口原料有無三聚氰胺，是採歐美「不得檢出」之標準，但部份專家參與會商後，認為檢測儀器有其誤差下限，一定量以下的三聚氰胺以目前技術無法檢出，所以應採香港的 2.5 ppm 為標準。業者對於政府不提早變更標準，因而造成商品損失頗有批評。但民眾普遍表示無法接受此過於寬鬆的新標準。衛生署署長林芳郁因此事件之處理不當而於25日自請辭下台，隨後並遭監察院約談。
26日由新任衛生署署長葉金川上任，立即宣布，任何奶製品不得含有三聚氰胺。
在醫療檢查方面，台中縣政府在於查出轄內華元公司使用大陸奶精後，宣布針對該縣三歲以下兒童，提供免費腹部超音波檢查服務。台北市政府宣布，民眾至市立醫院泌尿科求診，將減免掛號費用。衛生署也宣布，各署立醫院將對泌尿科與小兒科的求診患者減免掛號費。
11月中都慶公司承認產品含50~60ppm的三聚氰胺，並由中國大陸的衛生部代為向中華民國衛生署致歉。

#### 輿論反應
這次事件在台湾也被拉高为两岸政治議題。不僅政府應變能力遭媒體質疑，消基會也批評行政院衛生署處理動作慢半拍、無能。監察院亦主動調查衛生署、經濟部等部會是否有疏失。除了對大陆表示譴責外，民進黨文宣部主任鄭文燦更主張，馬英九應該以總統的身分，要求大陆道歉賠償。国民党立委则是批评大陸政府在媒体揭露事件後才通知台湾，是一种「惡意隱瞞」的行为，看不到善意。立法委员们要求政府建立跨部會危機處理小組及消費者損害賠償機制，統籌向中國大陆求償。

#### 海協會道歉
10月27日下午，大陸海峽兩岸關係協會，致函中華民國海峽交流基金會，正式向台湾的消費者與廠商表達歉意，函中指出：
三鹿牌不合格嬰幼兒奶粉事件，已被證實是一起不法分子製造的食品安全事件。對於由此給台灣消費者和廠商造成的困擾和損失，海協會對台灣民眾表達歉意。……大陸方面絕不姑息任何傷害兩岸消費者健康權益的不法分子，將繼續秉持實事求是、認真負責的態度，採取堅決有效措施，嚴肅查處相關責任人，維護消費者健康權益。
總統府認大陸方面能向台灣民眾就「毒奶粉」事件表示歉意，是一個善意回應；而行政院衛生署表示重視大陸所表達願意負起維護消費者健康、嚴處相關責任人員的作法，並重申會協助受害者求償立場不變；陸委會則認為大陸在道歉之外，後續也應該展現出負責和賠償的誠意；而海基會是肯定海協會做法，相信會对两岸关系发展有正面的幫助。

### 日本
日本主要食品公司丸大食品9月20日表示全面回收五种有肉馅或奶油馅的包子和点心，原因是产品的成分包括中国的伊利牌牛奶，擔心可能受到污染。

### 韩国
韓國食品暨藥物檢驗局在韓國內銷售的由天津嘉年華國際有限公司生產的「米之愛」產品中檢測出含有三聚氰胺，韩国當局決定禁止進口含奶粉成份的中國產品。

### 新加坡
而在20日，新加坡农业粮食与兽医局化验结果也显示，伊利牌酸奶雪条及中国製子母牌草莓味牛奶含有三聚氰胺，要全面下架，所有存货销毁。子母牌牛奶产品生商宣布，回收所有在香港及澳门发售的子母牌胶樽装牛奶。同日，香港食物安全中心宣布回收盒装「日清美味宝喳咋糖水」，日清食品有限公司指产品曾使用伊利牌纯牛奶（1公升装）作原材料，而该产品早前曾验出含三聚氰胺。
21日晚间，农业粮食与兽医局公布，一批在中国上海生产的大白兔奶糖受到三聚氰胺污染，呼吁公众不要购买和食用。新加坡的海鷗集團也決定延後引進蒙牛生產的所有牛奶及乳酪品，直到引起爭議的三聚氰胺事件獲得徹底解決為止。
新加坡在伊利一款雪条及内地製子母牌草莓味牛奶验出三聚氰胺後，宣布全面回收及禁止中国奶製品进口。

### 印度
印度於2008年9月25日起下令在三個月內禁止進口中國生產的牛奶和奶製品。印度政府一名發言人告訴記者，這個暫時性禁令只是預防措施，因為印度並未從中國進口乳製品。

### 印尼
印尼卫生部发表声明宣布，在该国出售的19种中国产奶制品和含奶产品中，有12种三聚氰胺检测呈阳性，产品包括奥利奥威化棒（苏州生产）、M&M's3款巧克力（北京生产）和士力架巧克力棒（中国生产）以及大白兔奶糖（上海生产），含量从每公斤8.51毫克到945.86毫克不等。当中一款M&M's牛奶巧克力三聚氰胺的含量高达856.3ppm，成人吃一包已超出安全标准。

### 菲律賓
不少母親不敢再用嬰兒奶粉，而改以母乳喂嬰兒。菲律賓鼓吹母乳人士藉該事件大肆宣傳喂母乳的好處，菲律賓母乳運動人士愛絲卡拉便指出：「毒牛奶對母親是種警告，若她們決定使用奶粉餵寶寶，就會在其中發現許多污染物，和生產過程的問題。」 

### 美國
美国食品药品监督管理局（FDA）於9月11日发出警告“中国婴儿奶粉不要购买不要食用”。并将发警告提醒民众不要在网上买中国乳製品。
但美聯社於11月25日報導，美國食品及藥品管理局驗出美國本土所生產的嬰兒奶粉，美讚臣EnfamilLIPIL補鐵嬰兒奶粉驗出含三聚氰胺，雀巢GoodStart強化補鐵嬰兒奶粉含三聚氰酸（三聚氰胺的一種衍生物）。

### 歐盟
歐盟對中國毒奶粉可能透過其他食品進入歐洲，採取緊急應對措施。從2008年9月26日起，歐盟禁止自中國進口含有任何牛奶成份的嬰兒及兒童食品，而且所有自中國進口的產品，只要含有15%以上的奶粉成份，將在進入歐盟時進行檢測。根据欧盟执委会9月26日发给会员国的紧急通报中，清楚指出，所有含三聚氰胺量超过2.5毫克／公斤（2.5ppm）的产品应立即销毁。
歐盟從2002年起，已開始禁止中國奶和奶製品進入歐盟，原因是由於當時歐盟獸醫檢驗官員到中國考察後，認為中國在這方面的保障措施令人擔憂。不過歐盟一直沒有禁止含有中國奶粉的巧克力、糖果、餅乾等食品。

### 巴西
巴西政府於2008年10月8日宣布禁止中國食品進口。巴西國家食品安全機構Anvisa食品課長黑森吉女士說，由於中國毒奶安全引發憂慮，這項禁令是針對含有乳糖和牛奶的中國製產品，同時禁止此類產品在巴西各地銷售。巴西並未有進口這類中國食品的協議，也未在中國設有乳糖工廠，不過仍擔心受污染產品從鄰國流入。

## 后续

### 法律修订
三鹿事件爆发一年后，中国于2009年6月1日颁布了《食品安全法》，其中的第96条规定：“生产不符合食品安全标准的食品或者销售明知是不符合食品安全标准的食品，消费者除要求赔偿损失外，还可以向生产者或者销售者要求支付价款十倍的赔偿金。” 法学界认为这样的规定其实对生产者和销售者的影响不大，因为在中国大陆，一箱知名品牌纯牛奶的平均价格为50元左右，500元左右的惩罚性赔偿对于名牌企业显然是微不足道。
《食品安全法》于2015年作出修订，并于同年10月1日起施行。根据新法，商家如存在食品违法行为，其罚款底线由原来的2,000元提高到了5万元，因此被媒体称为“史上最严”食品安全法。

### 降低乳制品标准
2010年6月1日，由卫生部批准公布的乳品安全国家标准正式实施，共包括66项具体标准，涉及生乳、巴氏杀菌乳、灭菌乳等所有乳类和乳制品。这是有关部门在2008年「三聚氰胺事件」发生后，对1986年颁布的乳品标准进行的一次重大修订。新国标中，每100克的蛋白质含量从1986年旧国标的2.95克降低到2.8克，这个数字也低于国际标准3.0克；而每毫升牛奶中的菌落总数由原来的50万上升到了200万，比美国、欧盟10万的标准高出20倍。支持者认为新标准符合国情和实际，短时间内改变散户养殖占90%的传统模式较困难，提高标准是纸上谈兵。而正是由于之前过高的标准，有人才为了将牛奶卖出而铤而走险添加三聚氰胺。也有支持者赞同立足现实的新国标，但认为在一两年的时间内标准将要被协调改进，优质优价体系势在必行。反对者认为通过科学饲喂和规范养殖，蛋白质含量达到旧标准并不困难，另外新标准的菌落数会影响乳制品的保质期。而无论标准降低到何种程度，使用添加剂使不达标的生乳达标的动力都不会消失，标准的降低永远不能代替监管。甚至有反对者认为新国标让中国原奶质量降到了全世界最低，表示「中国的乳品工业恐怕要完了」。

### 赔偿基金
由中國乳製品工業協會設立的三聚氰胺醫療賠償基金，由22家涉案企業共同出資約11億元，但其基金運作情況從不公開，外界無法得知其賠償情況、管理運作方式、現金餘額。

### 加强乳制品安全管理
事发后，中国政府开始大力整顿乳制品生产工作，同时对生产制造流程进行不断升级和发展，并加紧乳制品在生产和销售过程中的安全。而对于婴幼儿奶粉的管理更趋严格。在三鹿事件发生前，婴幼儿奶粉奶源处于混乱状态，当时允许收购农户的奶再加工等行为；三鹿事件发生后，国家对婴幼儿奶粉奶源作出更严格的要求，规定婴幼儿奶粉的所有生产企业都要取得自建奶源的资格，必须自己养奶牛。另外，国家食药监总局还先后出台了《婴幼儿配方乳粉生产许可审查细则(2013版)》、《关于禁止以委托、贴牌、分装等方式生产婴幼儿配方乳粉的公告》、《婴幼儿配方乳粉生产企业监督检查规定》和《关于开展在药店销售婴幼儿配方乳粉工作的通知》等文件，保障婴幼儿奶粉安全，尤其是在销售方面，婴幼儿奶粉必须实行专柜专区销售。
2016年3月15日，国家食品药品监督管理总局发布《婴幼儿配方乳粉产品配方注册管理办法》，该办法自2016年10月1日起施行。《办法》规定，在中国大陆生产销售，或者由境外企业生产，供中国大陆市场销售的奶粉需要经过食药监总局的注册，取得《婴幼儿配方乳粉产品配方注册证书》才能上市销售，取代原来的备案制。每家企业原则上不得拥有超过3个配方系列、9种产品配方。同时规定产品标签标识不得使用虚假、夸大、违反科学原则或者绝对化的词语，不得涉及疾病预防，不得涉及治疗和保健功能。而生产企业若要取得许可证，需要经过工厂现场核查、抽样检验和审评环节，相对严格。为了保障新规实施后婴幼儿配方奶粉的正常供应，国家食药监总局宣布设立过渡期，规定2018年1月1日前已批准生产销售的婴幼儿配方奶粉可销售至其保质期结束；2018年1月1日起，所有在中国大陆销售的婴幼儿配方奶粉必须依法取得婴幼儿配方乳粉产品配方注册证书，并在产品标签和说明书中标注注册号才能销售。与此同时，通过跨境电子商务零售进口的婴幼儿配方奶粉，也需要取得产品配方注册证书才能销售。《新京报》分析认为，在注册制实施前，中国有上千个婴幼儿配方奶粉品牌，已经严重影响了消费者对奶粉品牌的认知，不利于消费信心的恢复。2018年全面实施注册制后，可有助改变奶粉市场乱象，预计2017年底前后将有很大部分品牌退出市场。
根据2017年第三季度由中国青年报社社会调查中心联合问卷网对2005名受访者进行的一项调查显示，有50.1%的受访者认为“近年来国产奶品质越来越好了”，75.7%的受访者认为“对国产奶的信任度有所提高”，其中22.8%的受访者表示“对国产奶的信任度大幅上升”。2018年，中国农业农村部奶及奶制品质量监督检验测试中心（北京）会同中国奶业协会共同发布的《中国奶业质量报告（2018）》显示，2017年中国婴幼儿配方乳粉抽检合格率为99.5%，三聚氰胺等重点监控违禁添加物抽检合格率已经连续9年保持在100%。

### 引用
1. ↑  . 中国政府网. 2008-09-11  [2024-07-18]. （原始内容存档于2024-07-18）.
2. ↑  .   [2008-09-13]. （原始内容存档于2008-09-15）.
3. ↑  .   [2008-09-13]. （原始内容存档于2008-09-15）.
4. 1 2  . 新華網. 2008-09-16  [2008-09-16]. （原始内容存档于2008-09-17）.
5. ↑  公民公盟. . 许志永的百度空間. 2011年9月11日  [2020年7月13日]. （原始内容存档于2012年7月9日）.
6. ↑  陈竺; 马晓伟. . 中国政府网. 2009-02-19  [2024-07-18]. （原始内容存档于2024-11-30）.
7. 1 2  （发布会謄稿，來源1）. 中国外文局轄下中国网. 2009年1月12日. （原始内容存档于2009-02-06）.
8. 1 2  （发布会謄稿，來源2）. 国务院新闻办公室网站. 2009-01-13  [2020-07-15]. （原始内容存档于2020-07-14）.
9. 1 2  （記者報導发布会）. 经济日报轄下中国经济网. 2009-01-13  [2020年7月15日]. （原始内容存档于2020年7月14日）. 原刊於广州日报，作者谢绮珊.
10. 1 2  . 国务院新闻办公室. 2010-03-03. （原始内容存档于2022-05-10）.
11. 1 2 3  吕宏. . 都市快报（杭州日報集团）. 2008-09-13. （原始内容存档于2020-07-15）.
12. 1 2 3  .   [2008-09-13]. （原始内容存档于2008-09-15）.
13. 1 2 3  . 中國網. 2008-05-29  [2020-07-15]. （原始内容存档于2020-07-15）. 原刊於华龙网.
14. 1 2 3  . 搜狐财经. 2008年05月19日18:57  [2020-07-15]. （原始内容存档于2013-05-22）.
15. 1 2 3  . 新浪财经. 2008-05-19  [2020-07-15]. （原始内容存档于2012-01-21）.
16. 1 2 3  何海宁. . 南方周末. 2009-01-14  [2024-07-18]. （原始内容存档于2024-11-30）.
17. 1 2  李伟. . 网易财经. 2018-09-12  [2008-09-13]. （原始内容存档于2008-09-15）.
18. ↑  边长勇. . 第一财经日报. 2009-01-08  [2022-05-11]. （原始内容存档于2022-06-27）.
19. 1 2 3  王和岩; 叶逗逗. . 《财经》杂志. 2009-01-05  [2024-07-18]. （原始内容存档于2024-07-18）.
20. 1 2 3 4 5 6  Hubbard, A. . 新西蘭: Sunday Star Times. 2010-08-08  [2020-07-30]. （原始内容存档于2019-10-04）.; 轉引自「Table 5.1 Timeline of the Sanlu milk scandal」，Yan 2011，第43-44頁
21. ↑  叶铁桥. . 中国青年报. 2009-01-07  [2024-07-18]. （原始内容存档于2024-07-18）.
22. 1 2 3  肖晓芬, 江旋, 刘春香, 王鑫. . 每日经济新闻. 2008-09-13. （原始内容存档于2016-03-04）.
23. 1 2  . 新西蘭: stuff.co.nz. 2008-09-20  [2020-07-30]. （原始内容存档于2022-01-20）.; 轉引自「Table 5.1 Timeline of the Sanlu milk scandal」，Yan 2011，第43-44頁
24. 1 2  程华（译）. . 路透社. 汤森路透. 2008年9月15日  [2008年9月15日]. （原始内容存档于2008年9月17日） （中文）.
25. 1 2  . 新闻联播. 2008-09-16. （原始内容存档于2024-07-18）.
26. ↑  .   [2008-09-19]. （原始内容存档于2008-09-21）.
27. ↑  . China Times Inc.   [2011-03-01]. （原始内容存档于2011-03-02）.
28. ↑  中央通訊社. . 中央社 CNA. 2020-05-15  [2024-10-12]. （原始内容存档于2022-07-22） （中文（臺灣））.
29. ↑  鍾廣政. . 2024.09.11  [2024-10-12]. （原始内容存档于2025-01-02）.
30. 1 2  李洪力. . 虎嗅. 2018-10-20  [2020-07-15]. （原始内容存档于2018-10-20）. 原刊於微信公眾號「時間財經」
31. 1 2  宋林松 (编). . 法廣. 2008-10-20  [2020-07-15]. （原始内容存档于2020-07-15）.
32. ↑  .   [2008-09-18]. （原始内容存档于2008-09-23）.
33. ↑  .   [2008-09-18]. （原始内容存档于2008-09-15）.
34. ↑  China milk scandal: Families of sick children fight to find out true scale of the problem – Telegraph （页面存档备份，存于） Malcolm Moore, photos Daniel Traub, 2008 03 12, via www.telegraph.co.uk on 2010 11 10
35. ↑  . 大洋网.   [2008-09-22]. （原始内容存档于2008-09-19）.
36. ↑  . 2007-07-17  [2015-12-23]. （原始内容存档于2015-12-23）.
37. ↑  .   [2015-12-23]. （原始内容存档于2015-12-23）.
38. ↑  . 2007-05-08  [2015-12-23]. （原始内容存档于2015-12-23）.
39. ↑  . 2007-04-09  [2015-12-23]. （原始内容存档于2015-12-23）.
40. ↑  cctv：中國制造首推三鹿奶粉
41. ↑  巴九灵. . 新浪财经. 2018-09-11  [2024-04-20]. （原始内容存档于2024-04-20） （中文）.
42. 1 2  .   [2008-09-13]. （原始内容存档于2008-10-01）.
43. ↑  .   [2008-09-17]. （原始内容存档于2014-09-02）.
44. 1 2 3  何海宁. . 南方周末. 2009-01-14  [2024-07-18]. （原始内容存档于2024-11-30）.
45. ↑  .   [2008-09-13]. （原始内容存档于2008-09-15）.
46. ↑  .   [2008-09-13]. （原始内容存档于2008-09-15）.
47. ↑  .   [2008-09-12]. （原始内容存档于2013-10-17）.
48. ↑  . 国家质量监督检验检疫总局食品生产监管司（Google快照）. Iterasi.net. 2008-07-02  [2008-09-12]. （原始内容存档于2008-09-02）.
49. ↑  . 国家质量监督检验检疫总局食品生产监管司（Google快照）. Iterasi.net. 2008-07-02. （原始内容存档于2008-09-13）.
50. ↑  . 网易. 2008-09-09. （原始内容存档于2016-06-11）.
51. ↑  简光洲. . 东方早报 (新浪新闻（转自新华社）). 2008-09-11  [2019-04-14]. （原始内容存档于2012-09-18）.
52. ↑  .   [2008-09-12]. （原始内容存档于2010-04-06）.
53. ↑  .   [2008-09-12]. （原始内容存档于2008-09-13）.
54. ↑  .   [2008-09-12]. （原始内容存档于2008-09-15）.
55. ↑  .   [2008-09-18]. （原始内容存档于2008-09-23）.
56. ↑  .   [2008-09-18]. （原始内容存档于2008-09-18）.
57. ↑  .   [2008-09-12]. （原始内容存档于2008-09-13）.
58. ↑  .   [2008-09-13]. （原始内容存档于2008-09-15）.
59. ↑  .   [2008-09-12]. （原始内容存档于2008-09-25）.
60. ↑  .   [2008-09-12]. （原始内容存档于2008-09-14）.
61. ↑  .   [2008-09-13]. （原始内容存档于2008-09-18）.
62. ↑  .   [2008-09-13]. （原始内容存档于2008-11-12）.
63. ↑  徐迅雷. . 都市快报（杭州日報集團）. 2008年09月13日第12版  [2020年7月30日]. （原始内容存档于2020年7月30日）.
64. ↑  .   [2008-09-12]. （原始内容存档于2008-09-21）.
65. ↑  .   [2008-09-12]. （原始内容存档于2008-09-28）.
66. ↑  . 凤凰网.   [2020-07-24]. （原始内容存档于2014-11-01）.
67. ↑  .   [2008-09-12]. （原始内容存档于2010-04-16）.
68. ↑  .   [2008-09-12]. （原始内容存档于2008-09-15）.
69. ↑  O’Sullivan, F. . 新西蘭: The New Zealand Herald. 2008-09-21  [2020-07-30]. （原始内容存档于2019-12-13）.; 轉引自「Table 5.1 Timeline of the Sanlu milk scandal」，Yan 2011，第43-44頁
70. ↑  . 新西蘭: Sunday Star Times. 2008-09-20.; 轉引自「Table 5.1 Timeline of the Sanlu milk scandal」，Yan 2011，第43-44頁
71. ↑  紐西蘭總理：要求回收遭阻撓 （页面存档备份，存于），中國時報，2008年9月16日
72. ↑  . 人民日报.   [2008-09-26]. （原始内容存档于2011-12-19）.
73. ↑  .   [2008-09-13]. （原始内容存档于2008-09-15）.
74. ↑  .   [2008-09-17]. （原始内容存档于2008-09-18）.
75. ↑  .   [2008-09-17]. （原始内容存档于2008-09-19）.
76. ↑  三鹿集团原董事长总经理田文华被依法刑事拘留[]
77. ↑  新华网. . 网易. 2008年9月22日  [2008年9月23日]. （原始内容存档于2008年9月25日） （中文）.
78. ↑  . 新华社.   [2008-09-22]. （原始内容存档于2008-09-24）.
79. ↑  . BBC中文网.   [2008-09-22]. （原始内容存档于2008-09-25）.
80. ↑  . 南方都市报.   [2008-09-26].
81. ↑  . 搜狐转载上海商报.   [2008-09-26]. （原始内容存档于2008-09-28）.
82. ↑  . 网易转载法制晚报.   [2008-09-25]. （原始内容存档于2008-09-16）.
83. 1 2  . BBC中文网. 2008年9月23日  [2008年9月23日]. （原始内容存档于2008年9月25日） （中文）.
84. ↑  .   [2009-01-23]. （原始内容存档于2009-02-25）.
85. ↑  .   [2009-01-23]. （原始内容存档于2009-01-25）.
86. ↑  .   [2009-11-24]. （原始内容存档于2009-11-25）.
87. ↑  .   [2018-07-22]. （原始内容存档于2019-05-11）.
88. 1 2 3  . epaper.bjnews.com.cn.   [2020-03-20]. （原始内容存档于2020-03-20）.
89. 1 2 3  . web.archive.org. 2019-06-28  [2020-03-20]. 原始内容存档于2019-06-28.
90. ↑  . 美国之音. 2010-03-03  [2010-03-04]. （原始内容存档于2022-06-27）.
91. ↑  原三鹿集团董事长田文华曾获两次减刑 （页面存档备份，存于），中国经济网，2014年7月31日
92. 1 2  . news.sina.cn. 2009-01-22  [2022-06-26]. （原始内容存档于2022-06-26）.
93. ↑  . Associated Press. 2009-11-24  [2016-08-11]. （原始内容存档于2009-11-25）.
94. ↑  .   [2016-08-11]. （原始内容存档于2010-11-10）.
95. 1 2 3 4 5 6 7 8 9  . China Daily. 2009-01-23  [2018-11-19]. （原始内容存档于2013-06-05）.
96. ↑  . Xinhua News Agency. 2009-01-22  [2016-08-11]. （原始内容存档于2012-08-23）.
97. ↑  . RFI - 法国国际广播电台. 2018-07-31  [2025-05-17] （中文（简体））.
98. ↑  . finance.ifeng.com.   [2022-06-26]. （原始内容存档于2022-06-27）.
99. ↑  22家婴幼儿奶粉厂家69批次产品检出三聚氰胺 （页面存档备份，存于），CCTV
100. ↑  .   [2008-09-16]. （原始内容存档于2014-09-02）.
101. ↑  .   [2008-09-19]. （原始内容存档于2008-09-23）.
102. ↑  经济观察网. . 新浪网. 2008年9月22日  [2008年9月22日]. （原始内容存档于2008年9月28日） （中文）.
103. ↑  文汇报. . 文汇报. 2008年9月24日  [2008年9月26日]. （原始内容存档于2014年9月5日） （中文）.
104. ↑  . 中国国家质检总局.   [2008-10-05]. （原始内容存档于2013-06-06）.
105. ↑  . 新华网.   [2008-09-23]. （原始内容存档于2008-09-23）.
106. ↑  . 大洋网转载信息时报.   [2008-09-29]. （原始内容存档于2010-04-07）.
107. ↑  . 文汇报.   [2008-09-29]. （原始内容存档于2015-05-09）.
108. ↑  . BBC中文网.   [2008-10-05]. （原始内容存档于2008-10-03）.
109. ↑  . 中時電子報.   [2010-01-01].[]
110. ↑  .   [2008-09-16]. （原始内容存档于2008-09-18）.
111. ↑  .   [2008-09-17]. （原始内容存档于2008-09-21）.
112. ↑  . 路透社.   [2008-09-29]. （原始内容存档于2008-09-27）.
113. ↑  . BBC中文网. 2008年9月20日  [2008年9月21日]. （原始内容存档于2008年9月23日） （中文）.
114. ↑  中国国家食品安全信息中心. . 中国国家食品安全信息中心. 2008年9月22日  [2008年9月23日]. （原始内容存档于2010年4月7日） （中文）.
115. ↑  . 搜狐網（新華社通稿）. 2008-12-01  [2020-07-13]. （原始内容存档于2016-11-14）.
116. ↑  . 《时代周报》官網時代在線. 2009-08-26  [2020-07-13]. （原始内容存档于2020-07-13）.
117. ↑  公民公盟. . 许志永的百度空間. 2011年9月11日  [2020-07-13]. （原始内容存档于2012-07-09）.
118. ↑  . 新华网.   [2008-09-23]. （原始内容存档于2008-09-24）.
119. ↑  . BBC中文网.   [2008-09-24]. （原始内容存档于2008-09-27）.
120. ↑  . 亚洲时报.   [2008-09-26]. （原始内容存档于2010-04-16）.
121. ↑  . 央視網.   [2020-07-15]. （原始内容存档于2008-09-22）. 原刊於广州日报, 記者吕继尚、陈向军.
122. ↑  . 2008年08月12日14:09  [2020年7月15日]. （原始内容存档于2008年9月15日）.
123. ↑  . 搜狐. 2008年09月10日16:33  [2020-07-15]. （原始内容存档于2020-07-15）.
124. ↑  .   [2008-09-21]. （原始内容存档于2008-09-23）.
125. ↑  .   [2017-06-08]. （原始内容存档于2014-07-14）.
126. ↑  .   [2008-09-21]. （原始内容存档于2008-09-22）.
127. ↑  . 朝鲜日报.   [2008-09-23]. （原始内容存档于2015-06-22）.
128. ↑  . 大公網.   [2008-10-05]. （原始内容存档于2015-06-22）.
129. ↑  . 聯合晚報.   [2008-10-05]. （原始内容存档于2008-09-24）.
130. ↑  . NOWnews.   [2008-10-05]. （原始内容存档于2008-09-30）.
131. ↑  . 南方网.   [2008-09-22]. （原始内容存档于2008-09-23）.
132. ↑  .   [2008-09-21]. （原始内容存档于2008-09-21）.
133. ↑  . 大河网.   [2008-09-23]. （原始内容存档于2008-09-23）.
134. ↑  . 新华网.   [2008-09-23]. （原始内容存档于2008-09-27）.
135. ↑  . BBC中文网.   [2008-09-23]. （原始内容存档于2008-09-23）.
136. ↑  .   [2008-09-27]. （原始内容存档于2010-04-10）.
137. ↑  .   [2008-09-27]. （原始内容存档于2008-09-27）.
138. ↑  .   [2008-09-27]. （原始内容存档于2008-09-28）.
139. ↑  .   [2008-09-27]. （原始内容存档于2008-09-26）.
140. ↑  .   [2008-09-27]. （原始内容存档于2008-09-28）.
141. ↑  炫风 杨猛 醴文 莫忘初 麦桂森. . 南方都市报. 南方报业网. 2008-12-15  [2010-02-03]. （原始内容存档于2010-01-18）.
142. ↑  . 结石宝宝之家.   [2010-02-03]. （原始内容存档于2010-02-04）.
143. ↑  .   [2020-05-17]. （原始内容存档于2014-11-01）.
144. ↑  刘世鼎. . 思想（11）民主社會如何可能？.
145. ↑  . 新华网. 2008年9月18日  [2008年9月21日]. （原始内容存档于2015年12月8日） （中文）.
146. ↑  . 中国网. 2008年9月18日  [2008年9月21日]. （原始内容存档于2008年10月4日） （中文）.
147. ↑  . BBC中文网. 2008年9月19日  [2008年9月21日]. （原始内容存档于2008年9月22日） （中文）.
148. ↑  . 新华社.   [2008-09-23]. （原始内容存档于2008-09-26）.
149. ↑  . 新浪网引自新华网.   [2008-09-22]. （原始内容存档于2008-10-02）.
150. ↑  . BBC中文网.   [2008-09-24]. （原始内容存档于2008-09-27）.
151. ↑  . 新浪转载中国新闻网.   [2008-10-05]. （原始内容存档于2016-03-04）.
152. ↑  .   [2008-09-15]. （原始内容存档于2012-07-28）.
153. ↑  . 南方都市报.   [2008-09-26]. （原始内容存档于2008-09-14）.
154. ↑  . 法国国际广播电台.   [2008-09-26]. （原始内容存档于2008-10-23）.
155. ↑  . 大公报.   [2008-09-23]. （原始内容存档于2009-01-04）.
156. ↑  . 光华日报. 2008年9月20日  [2008年9月23日]. （原始内容存档于2018年9月27日） （中文）.
157. ↑  毒奶粉／中國毒奶延燒　WHO嚴聲譴責 （页面存档备份，存于），NOWnews
158. ↑  . BBC中文网. 2008年9月22日  [2008年9月22日]. （原始内容存档于2008年9月25日） （中文）.
159. ↑  世衛要求中國解釋遲報事故[]，香港商報
160. ↑  . BBC中文网. 2008年9月26日  [2008年9月26日]. （原始内容存档于2008年9月29日） （中文）.
161. ↑  . 新浪网转载中国新闻网.   [2008-09-26]. （原始内容存档于2008-09-30）.
162. ↑  . 德国之声.   [2008-09-27]. （原始内容存档于2019-08-21）.
163. ↑  .   [2008-09-16]. （原始内容存档于2008-09-19）.
164. ↑   (PDF). 香港食物安全中心.   [2008-09-23]. （原始内容 (PDF)存档于2008年10月10日）.
165. ↑  . 南方网.   [2008-09-23]. （原始内容存档于2008-09-20）.
166. ↑   (PDF). 香港食物安全中心.   [2008-09-22]. （原始内容存档 (PDF)于2008年10月10日）.
167. ↑  . 香港政府新闻网.   [2008-09-22]. （原始内容存档于2008-09-22）.
168. ↑  . 网易. 2008年9月23日  [2008年9月23日]. （原始内容存档于2008年9月26日） （中文）.
169. ↑  . 路透社. 2008年9月23日  [2008年9月23日]. （原始内容存档于2008年9月23日） （中文）.
170. ↑  . 星岛环球网.   [2008-09-23]. （原始内容存档于2008-09-26）.
171. ↑  . 文汇报.   [2008-09-24]. （原始内容存档于2008-09-26）.
172. ↑  . 中国评论通讯社.   [2008-09-26]. （原始内容存档于2008-09-30）.
173. ↑  「腎病奶粉」涉官商勾結？應徹查揪出所有參與者[]，明報，2008年9月13日
174. ↑  .   [2008-09-25]. （原始内容存档于2008-09-28）.
175. ↑  .   [2008-09-25]. （原始内容存档于2008-09-24）.
176. ↑  . BBC中文网. 2008年9月22日  [2008年9月23日]. （原始内容存档于2008年9月25日） （中文）.
177. ↑  澳門電台，2008年9月15日 16:06:19(UTC+8)澳門電台新聞，《三鹿奶作原料兩飲料流入本澳》
178. ↑  . BBC中文网.   [2008-09-27]. （原始内容存档于2008-09-28）.
179. ↑  三鹿奶粉貨源也進口中華民國 分裝流向待追查[]
180. ↑  .   [2008-09-16]. （原始内容存档于2008-09-19）.
181. ↑  .   [2008-09-18]. （原始内容存档于2008-09-20）.
182. ↑  .   [2008-09-21]. （原始内容存档于2008-09-20）.
183. ↑  台威6100公斤毒奶哪去？　出貨單藏9天才曝光 （页面存档备份，存于），Nownews
184. ↑  .   [2008-09-24]. （原始内容存档于2008-09-24）.
185. ↑  台中2歲女童隨父母長住廣州　疑喝毒奶腎鈣化 （页面存档备份，存于），中國評論新聞
186. ↑  . 聯合報.   [2008-09-22]. （原始内容存档于2008-09-23）.
187. 1 2  中縣三歲以下兒童　免費腹部超音波檢查 （页面存档备份，存于），Taiwan news
188. ↑  毒奶粉／影響層面擴大　需下架產品售價逾10億 （页面存档备份，存于），Nownews
189. ↑  毒奶精竄全台 製品流入市面，中國時報，2008年9月24日
190. ↑  跨海傳真自清　都慶：產品沒加三聚氰胺 （页面存档备份，存于），Nownews，2008年9月24日
191. ↑  台灣民眾可求償？　國台辦：由兩會協商辦理 （页面存档备份，存于），NowNews
192. 1 2  都慶原料沒毒？ 衛署反駁：願提供台灣數據跟對岸比對[]，中央廣播電台
193. ↑  雲檢赴品高追查問題起司粉奶精　查封送驗 （页面存档备份，存于），中央日報
194. ↑  .   [2008-09-22]. （原始内容存档于2008-09-23）.
195. ↑  .   [2008-09-21]. （原始内容存档于2008-09-22）.
196. ↑  世衛稱中國台灣，劉揆強烈抗議[]
197. ↑  .   [2008-09-23]. （原始内容存档于2008-09-29）.
198. ↑  .   [2008-09-25]. （原始内容存档于2008-09-28）.
199. ↑  .   [2008-09-21]. （原始内容存档于2008-09-22）.
200. ↑  ，Nownews，2008年9月17日
201. ↑  中國毒乳製品輸台 林芳郁：嚴厲譴責[]，中央广播电台。
202. 1 2  中央社. . 中時電子報. 2008-10-27  [2008-10-27]. （原始内容存档于2010-04-06）.
203. ↑  . BBC中文網. 2008-10-27  [2008-10-27]. （原始内容存档于2008-11-07）.
204. ↑  張德厚. . 中廣新聞. 2008-10-27  [2008-10-27].[]
205. ↑  . 联合早报. 2008年9月21日  [2008年9月21日]. （原始内容存档于2008年9月24日） （中文）.
206. ↑  .   [2008-09-26]. （原始内容存档于2008-11-19）.
207. 1 2  .   [2008-09-26]. （原始内容存档于2008-09-27）.
208. ↑  . 星岛环球网. 2008年9月20日  [2008年9月21日]. （原始内容存档于2008年9月23日） （中文）.
209. ↑  明报. . 2008年9月20日  [2008年9月21日]. （原始内容存档于2008年9月23日）.
210. ↑  . BBC中文网. 2008年9月22日  [2008年9月22日]. （原始内容存档于2008年9月25日） （中文）.
211. ↑  .   [2008-09-21]. （原始内容存档于2008-09-20）.
212. ↑  .   [2008-09-26]. （原始内容存档于2016-03-04）.
213. ↑  . BBC中文网.   [2008-09-29]. （原始内容存档于2008-09-28）.
214. ↑  . 华尔街日报.   [2008-09-29]. （原始内容存档于2008-10-01）.
215. ↑  . 明报.   [2008-09-29]. （原始内容存档于2008-10-02）.
216. ↑  . NOWnews.   [2008-10-10]. （原始内容存档于2008-09-26）.
217. ↑  美國食品及藥物管理局（FDA）頒發「對有關嬰兒配方食品的健康資訊忠告」 （页面存档备份，存于），FDA，2008年9月12日
218. ↑  《洋奶粉在美被检出三聚氰胺 FDA确认与中国无关》[]，国际经济时报，2008年11月28日
219. ↑  .   [2008-09-26]. （原始内容存档于2015-06-22）.
220. ↑  毒奶粉效應 歐盟擬採保護措施[]
221. ↑  歐盟禁含奶中國嬰兒食品進口[]
222. ↑  . 欧盟官方网站.   [2008-10-05]. （原始内容存档于2008-12-01）.
223. ↑  .   [2008-10-09]. （原始内容存档于2008-10-11）.
224. ↑  . 央视新闻. 2016-06-19  [2017-11-22]. （原始内容存档于2017-12-01）.
225. ↑  舒圣祥. . 新浪.   [2020-07-12]. （原始内容存档于2020-07-12）.
226. ↑  中央电视台. . 生物探索.   [2020-07-12]. （原始内容存档于2020-07-12）.
227. ↑  .   [2011-05-27]. （原始内容存档于2015-06-22）.
228. ↑  .   [2011-05-27]. （原始内容存档于2011-09-01）.
229. 1 2  . 中国青年报. 2017-10-25  [2017-11-22]. （原始内容存档于2017-10-26）.
230. ↑  . 中国经济网. 2014-05-30  [2017-11-22]. （原始内容存档于2017-09-12）.
231. ↑  . 合肥在线. 2017-03-28  [2017-11-22]. （原始内容存档于2017-12-01）.
232. ↑  .   [2017-11-23]. （原始内容存档于2017-12-02）.
233. ↑  .   [2017-11-23]. （原始内容存档于2017-09-12）.
234. ↑  .   [2017-11-23]. （原始内容存档于2017-09-12）.
235. ↑  . 新京报. 2015-05-05  [2017-11-22]. （原始内容存档于2017-12-26）.

## 外部連結
新聞專題
- 搜狐新闻: .   [2020-07-13]. （原始内容存档于2020-07-13）.

- 新華網專題（页面存档备份，存于）
- 联合早报专题
- 大公網專題 （页面存档备份，存于）
- BBC中文网专题（页面存档备份，存于）
- 三鹿牌婴幼儿奶粉事件滚动报道（页面存档备份，存于）
- 中国国家质检总局新闻动态